# Campeonato de Primera C 2024 (Argentina)
El Campeonato de Primera C 2024, oficialmente Campeonato de Primera División C 2024, fue la nonagésima segunda temporada de la categoría y la trigésima novena de esta división como cuarta categoría del fútbol argentino, en el orden de los clubes directamente afiliados a la AFA, en el que participaron veinticinco equipos. Comenzó el 2 de febrero y finalizó el 14 de diciembre. 
Los nuevos participantes fueron los once equipos de la desaparecida Primera D que disputaron la edición 2023: Argentino de Rosario que volvió después de su última participación en la temporada 2009-10; Central Ballester lo hizo en la temporada 1996-97; Defensores de Cambaceres en la temporada 2017-18; Deportivo Paraguayo en la temporada 1999-00; El Porvenir en la temporada 2022; Juventud Unida en la temporada 2015; Lugano en la temporada 1998-99; Muñiz en la temporada 1989-90; Sportivo Barracas en la temporada 2018-19; Centro Español y Mercedes, en sus primeras participaciones. Se sumó el descendido de la Primera B 2023, Ituzaingó, que volvió a la categoría luego de su última participación en la temporada 2021.
Consagró campeón al Real Pilar Fútbol Club, que obtuvo el único ascenso a la Primera B. Por otra parte, el equipo ubicado en el último puesto de la tabla general hubiera sufrido la desafiliación por una temporada, la que fue anulada con posterioridad a la finalización del torneo.

## Ascensos y descensos
| Equipos descendidos de la Primera C 2023 |
| ---------------------------------------- |
| No hubo                                  |

| Equipos promovidos de la Primera D 2023 |
| --------------------------------------- |
| Argentino de Rosario                    |
| Central Ballester                       |
| Centro Español                          |
| Defensores de Cambaceres                |
| Deportivo Paraguayo                     |
| El Porvenir                             |
| Juventud Unida                          |
| Lugano                                  |
| Mercedes                                |
| Muñiz                                   |
| Sportivo Barracas                       |

| Cond.          | Equipos ascendidos a la Primera B 2024 |
| -------------- | -------------------------------------- |
| Campeón        | Excursionistas                         |
| Subcampeón     | San Martín (B)                         |
| Tercer ascenso | Deportivo Laferrere                    |
| Gan. red.      | Ferrocarril Midland                    |
| Quinto ascenso | Liniers                                |
| Sexto ascenso  | Sportivo Italiano                      |

| Pos. | Equipo descendido de la Primera B 2023 |
| ---- | -------------------------------------- |
| 17.º | Ituzaingó                              |

- De esta manera, el número de equipos participantes aumentó a 25.

## Equipos participantes
| Equipo                   | Ciudad            | Estadio                    | Capacidad |
| ------------------------ | ----------------- | -------------------------- | --------- |
| Argentino                | Rosario           | José Martín Olaeta         | 6800      |
| Atlas                    | General Rodríguez | Ricardo Puga               | 2500      |
| Berazategui              | Berazategui       | Norman Lee                 | 10. 000   |
| Central Ballester        | José León Suárez  | Predio Cacique             | 1100      |
| Central Córdoba          | Rosario           | Gabino Sosa                | 18 000    |
| Centro Español           | Villa Sarmiento   | No posee                   | -         |
| Claypole                 | Claypole          | Rodolfo Capocasa           | 3000      |
| Defensores de Cambaceres | Ensenada          | 12 de Octubre              | 8500      |
| Deportivo Español        | Buenos Aires      | Nueva España               | 32 500    |
| Deportivo Paraguayo      | Buenos Aires      | No posee                   | -         |
| El Porvenir              | Gerli             | Gildo Francisco Ghersinich | 14 000    |
| General Lamadrid         | Buenos Aires      | Enrique Sexto              | 3500      |
| Ituzaingó                | Ituzaingó         | Carlos Sacaan              | 3500      |
| Justo José de Urquiza    | Loma Hermosa      | Ramón Roque Martín         | 2500      |
| Juventud Unida           | San Miguel        | Ciudad de San Miguel       | 3200      |
| Leandro N. Alem          | General Rodríguez | Leandro N. Alem            | 4000      |
| Lugano                   | Tapiales          | José María Moraños         | 1500      |
| Luján                    | Luján             | 1.º de Abril               | 2000      |
| Mercedes                 | Mercedes          | Liga Mercedina             | 6000      |
| Muñiz                    | Muñiz             | No posee                   | -         |
| Puerto Nuevo             | Campana           | Rubén Carlos Vallejos      | 1000      |
| Real Pilar               | Pilar             | Carlos Barraza             | 10 000    |
| Sportivo Barracas        | Buenos Aires      | No posee                   | -         |
| Victoriano Arenas        | Valentín Alsina   | Saturnino Moure            | 1500      |
| Yupanqui                 | Ciudad Evita      | Ciudad Evita               | 700       |

| 1. 2. 3. 4. |

### Distribución geográfica de los equipos
| Jurisdicción                             | Cant. | Equipos |
| ---------------------------------------- | ----- | --- |
| Conurbano bonaerense                     | 12    | Berazategui, Central Ballester, Centro Español, Claypole, El Porvenir, Ituzaingó, J. J. de Urquiza, Juventud Unida, Lugano, Muñiz, Victoriano Arenas y Yupanqui |
| Interior de la provincia de Buenos Aires | 6     | Atlas, Leandro N. Alem, Luján, Mercedes, Puerto Nuevo y Real Pilar                                                                                              |
| Ciudad de Buenos Aires                   | 4     | Deportivo Español, Deportivo Paraguayo, General Lamadrid y Sportivo Barracas                                                                                    |
| Ciudad de Rosario                        | 2     | Argentino, Central Córdoba |
| Gran La Plata                            | 1     | Defensores de Cambaceres |

## Formato

### Ascenso
Los veinticinco participantes se enfrentaron en dos ruedas por el sistema de todos contra todos. Ambas constituyeron dos torneos separados, llamados Apertura y Clausura, que clasificaron a los respectivos ganadores a una final que consagró al campeón, que obtuvo el ascenso a la Primera B.

### Desafiliación
El equipo que ocupó el último puesto de la tabla general acumulada de los dos torneos fue inicialmente desafiliado por una temporada. Sin embargo, la desafiliación fue anulada.

### Clasificación a la Copa Argentina 2025
El campeón del torneo y los equipos que ocuparon las cuatro primeras ubicaciones de la Tabla general de posiciones clasificaron a la Fase final de la Copa Argentina 2025.

## Torneo Apertura

### Tabla de posiciones final
| Pos. | Equipo                   | Pts. | PJ | PG | PE | PP | GF | GC | Dif. |
| ---- | ------------------------ | ---- | -- | -- | -- | -- | -- | -- | ---- |
| 1.º  | General Lamadrid         | 49   | 24 | 14 | 7  | 3  | 36 | 16 | 20   |
| 2.º  | Berazategui              | 49   | 24 | 14 | 7  | 3  | 43 | 25 | 18   |
| 3.º  | Argentino de Rosario     | 42   | 24 | 11 | 9  | 4  | 39 | 22 | 17   |
| 4.º  | Central Córdoba (R)      | 42   | 24 | 11 | 9  | 4  | 31 | 20 | 11   |
| 5.º  | J. J. de Urquiza         | 40   | 24 | 12 | 4  | 8  | 37 | 21 | 16   |
| 6.º  | Claypole                 | 39   | 24 | 11 | 6  | 7  | 31 | 28 | 3    |
| 7.º  | Deportivo Español        | 37   | 24 | 8  | 13 | 3  | 26 | 17 | 9    |
| 8.º  | Atlas                    | 36   | 24 | 10 | 6  | 8  | 37 | 35 | 2    |
| 9.º  | Luján                    | 36   | 24 | 10 | 6  | 8  | 26 | 24 | 2    |
| 10.º | Real Pilar               | 33   | 24 | 7  | 12 | 5  | 37 | 28 | 9    |
| 11.º | Ituzaingó                | 33   | 24 | 8  | 9  | 7  | 21 | 16 | 5    |
| 12.º | Muñiz                    | 33   | 24 | 10 | 3  | 11 | 35 | 38 | −3   |
| 13.º | Defensores de Cambaceres | 32   | 24 | 7  | 11 | 6  | 21 | 23 | −2   |
| 14.º | Leandro N. Alem          | 32   | 24 | 8  | 8  | 8  | 26 | 30 | −4   |
| 15.º | Yupanqui                 | 31   | 24 | 8  | 7  | 9  | 21 | 22 | −1   |
| 16.º | Central Ballester        | 31   | 24 | 7  | 10 | 7  | 19 | 23 | −4   |
| 17.º | Centro Español           | 30   | 24 | 9  | 3  | 12 | 30 | 30 | 0    |
| 18.º | El Porvenir              | 30   | 24 | 8  | 6  | 10 | 27 | 30 | −3   |
| 19.º | Mercedes                 | 27   | 24 | 6  | 9  | 9  | 18 | 29 | −11  |
| 20.º | Victoriano Arenas        | 26   | 24 | 5  | 11 | 8  | 20 | 23 | −3   |
| 21.º | Puerto Nuevo             | 24   | 24 | 5  | 9  | 10 | 25 | 33 | −8   |
| 22.º | Sportivo Barracas        | 23   | 24 | 5  | 8  | 11 | 21 | 35 | −14  |
| 23.º | Deportivo Paraguayo      | 20   | 24 | 5  | 5  | 14 | 13 | 29 | −16  |
| 24.º | Lugano                   | 15   | 24 | 3  | 6  | 15 | 15 | 37 | −22  |
| 25.º | Juventud Unida           | 14   | 24 | 2  | 8  | 14 | 11 | 32 | −21  |

|  | Ganador. Clasificó a la final por el ascenso y el título de campeón. |

#### Evolución de las posiciones
| Equipo / Fecha           | 1    | 2    | 3    | 4    | 5    | 6    | 7    | 8    | 9    | 10   | 11   | 12   | 13   | 14   | 15   | 16   | 17   | 18   | 19   | 20   | 21   | 22   | 23   | 24   | 25   |
| ------------------------ | ---- | ---- | ---- | ---- | ---- | ---- | ---- | ---- | ---- | ---- | ---- | ---- | ---- | ---- | ---- | ---- | ---- | ---- | ---- | ---- | ---- | ---- | ---- | ---- | ---- |
| Argentino de Rosario     | 13.º | 15.º | 20.º | 12.º | 8.º  | 9.º  | 9.º  | 6.º  | 7.º  | 10.º | 5.º  | 7.º  | 7.º  | 9.º  | 11.º | 6.º  | 8.º  | 6.º  | 5.º  | 5.º  | 4.º  | 5.º  | 4.º  | 5.º  | 3.º  |
| Atlas                    | 18.º | 20.º | 11.º | 7.º  | 5.º  | 2.º  | 2.º  | 5.º  | 9.º  | 7.º  | 11.º | 17.º | 18.º | 17.º | 18.º | 14.º | 12.º | 10.º | 12.º | 14.º | 10.º | 8.º  | 6.º  | 7.º  | 8.º  |
| Berazategui              | 2.º  | 7.º  | 5.º  | 3.º  | 1.º  | 1.º  | 1.º  | 1.º  | 1.º  | 1.º  | 1.º  | 1.º  | 1.º  | 1.º  | 1.º  | 1.º  | 1.º  | 1.º  | 1.º  | 1.º  | 1.º  | 1.º  | 1.º  | 2.º  | 2.º  |
| Central Ballester        | 13.º | 17.º | 17.º | 20.º | 18.º | 11.º | 12.º | 8.º  | 11.º | 6.º  | 8.º  | 12.º | 14.º | 16.º | 17.º | 13.º | 15.º | 16.º | 18.º | 19.º | 18.º | 17.º | 15.º | 15.º | 16.º |
| Central Córdoba (R)      | 2.º  | 3.º  | 10.º | 11.º | 17.º | 16.º | 10.º | 14.º | 18.º | 18.º | 12.º | 14.º | 9.º  | 11.º | 6.º  | 5.º  | 4.º  | 4.º  | 4.º  | 4.º  | 3.º  | 3.º  | 3.º  | 3.º  | 4.º  |
| Centro Español           | 22.º | 21.º | 12.º | 9.º  | 12.º | 14.º | 15.º | 20.º | 21.º | 20.º | 19.º | 21.º | 19.º | 21.º | 15.º | 17.º | 17.º | 14.º | 16.º | 17.º | 15.º | 16.º | 18.º | 18.º | 17.º |
| Claypole                 | -    | 19.º | 22.º | 20.º | 19.º | 20.º | 20.º | 22.º | 22.º | 22.º | 21.º | 19.º | 15.º | 15.º | 19.º | 19.º | 18.º | 8.º  | 10.º | 7.º  | 6.º  | 7.º  | 8.º  | 6.º  | 6.º  |
| Defensores de Cambaceres | 11.º | 11.º | 18.º | 18.º | 22.º | 22.º | 22.º | 19.º | 16.º | 16.º | 18.º | 16.º | 16.º | 13.º | 16.º | 18.º | 19.º | 18.º | 17.º | 15.º | 17.º | 19.º | 16.º | 16.º | 13.º |
| Deportivo Español        | 9.º  | 11.º | 15.º | 10.º | 11.º | 7.º  | 7.º  | 4.º  | 5.º  | 5.º  | 7.º  | 6.º  | 6.º  | 6.º  | 9.º  | 10.º | 6.º  | 9.º  | 6.º  | 8.º  | 7.º  | 6.º  | 7.º  | 8.º  | 7.º  |
| Deportivo Paraguayo      | 18.º | 24.º | 16.º | 19.º | 16.º | 19.º | 19.º | 21.º | 19.º | 19.º | 22.º | 20.º | 21.º | 20.º | 21.º | 21.º | 21.º | 22.º | 23.º | 23.º | 23.º | 23.º | 23.º | 23.º | 23.º |
| El Porvenir              | 2.º  | 2.º  | 2.º  | 1.º  | 3.º  | 5.º  | 5.º  | 9.º  | 6.º  | 8.º  | 6.º  | 5.º  | 5.º  | 4.º  | 4.º  | 4.º  | 5.º  | 5.º  | 7.º  | 9.º  | 11.º | 12.º | 14.º | 14.º | 18.º |
| General Lamadrid         | 11.º | 14.º | 7.º  | 4.º  | 2.º  | 4.º  | 4.º  | 3.º  | 3.º  | 2.º  | 3.º  | 3.º  | 3.º  | 3.º  | 3.º  | 3.º  | 3.º  | 2.º  | 2.º  | 2.º  | 2.º  | 2.º  | 2.º  | 1.º  | 1.º  |
| Ituzaingó                | 13.º | 17.º | 19.º | 13.º | 14.º | 17.º | 17.º | 17.º | 20.º | 21.º | 20.º | 22.º | 20.º | 18.º | 13.º | 12.º | 13.º | 15.º | 13.º | 13.º | 14.º | 11.º | 11.º | 10.º | 11.º |
| J. J. de Urquiza         | 1.º  | 1.º  | 1.º  | 6.º  | 9.º  | 6.º  | 6.º  | 7.º  | 4.º  | 4.º  | 2.º  | 2.º  | 2.º  | 2.º  | 2.º  | 2.º  | 2.º  | 3.º  | 3.º  | 3.º  | 5.º  | 4.º  | 5.º  | 4.º  | 5.º  |
| Juventud Unida           | 13.º | 15.º | 21.º | 23.º | 23.º | 23.º | 23.º | 23.º | 23.º | 23.º | 23.º | 23.º | 23.º | 24.º | 24.º | 24.º | 24.º | 25.º | 25.º | 25.º | 25.º | 25.º | 25.º | 24.º | 25.º |
| Leandro N. Alem          | 7.º  | 6.º  | 4.º  | 2.º  | 4.º  | 3.º  | 3.º  | 2.º  | 2.º  | 3.º  | 4.º  | 4.º  | 4.º  | 5.º  | 8.º  | 9.º  | 11.º | 13.º | 11.º | 10.º | 12.º | 14.º | 17.º | 17.º | 14.º |
| Lugano                   | 20.º | 23.º | 24.º | 24.º | 24.º | 24.º | 24.º | 25.º | 25.º | 25.º | 24.º | 24.º | 24.º | 25.º | 25.º | 25.º | 25.º | 24.º | 24.º | 24.º | 24.º | 24.º | 24.º | 25.º | 24.º |
| Luján                    | 5.º  | 9.º  | 13.º | 17.º | 13.º | 15.º | 16.º | 11.º | 15.º | 11.º | 13.º | 15.º | 8.º  | 7.º  | 10.º | 11.º | 9.º  | 12.º | 8.º  | 6.º  | 9.º  | 10.º | 13.º | 12.º | 9.º  |
| Mercedes                 | 9.º  | 11.º | 8.º  | 14.º | 15.º | 10.º | 10.º | 15.º | 17.º | 17.º | 14.º | 18.º | 22.º | 22.º | 22.º | 22.º | 22.º | 20.º | 20.º | 20.º | 20.º | 21.º | 20.º | 19.º | 19.º |
| Muñiz                    | 5.º  | 4.º  | 3.º  | 5.º  | 6.º  | 12.º | 13.º | 12.º | 8.º  | 12.º | 15.º | 8.º  | 12.º | 14.º | 14.º | 16.º | 14.º | 19.º | 15.º | 16.º | 19.º | 15.º | 12.º | 11.º | 12.º |
| Puerto Nuevo             | 7.º  | 5.º  | 9.º  | 15.º | 7.º  | 8.º  | 8.º  | 10.º | 14.º | 15.º | 17.º | 13.º | 17.º | 19.º | 20.º | 20.º | 20.º | 21.º | 22.º | 22.º | 21.º | 22.º | 21.º | 21.º | 21.º |
| Real Pilar               | 22.º | 22.º | 23.º | 22.º | 21.º | 21.º | 21.º | 18.º | 13.º | 9.º  | 9.º  | 9.º  | 10.º | 8.º  | 5.º  | 7.º  | 7.º  | 11.º | 14.º | 11.º | 8.º  | 9.º  | 9.º  | 9.º  | 10.º |
| Sportivo Barracas        | 25.º | 25.º | 25.º | 25.º | 25.º | 25.º | 25.º | 24.º | 24.º | 24.º | 25.º | 25.º | 25.º | 23.º | 23.º | 23.º | 23.º | 23.º | 21.º | 21.º | 22.º | 20.º | 22.º | 22.º | 22.º |
| Victoriano Arenas        | 20.º | 8.º  | 6.º  | 8.º  | 10.º | 13.º | 14.º | 13.º | 12.º | 14.º | 10.º | 10.º | 11.º | 12.º | 12.º | 15.º | 16.º | 17.º | 19.º | 18.º | 16.º | 18.º | 19.º | 20.º | 20.º |
| Yupanqui                 | 22.º | 10.º | 14.º | 16.º | 20.º | 18.º | 18.º | 16.º | 10.º | 13.º | 16.º | 11.º | 13.º | 10.º | 7.º  | 8.º  | 10.º | 7.º  | 9.º  | 12.º | 13.º | 13.º | 10.º | 13.º | 15.º |

| 1. 2. |

### Resultados
| Fecha 1             | Fecha 1   | Fecha 1                  | Fecha 1                    | Fecha 1      | Fecha 1 |
| Local               | Resultado | Visitante                | Estadio                    | Fecha        | Hora    |
| ------------------- | --------- | ------------------------ | -------------------------- | ------------ | ------- |
| General Lamadrid    | 1 - 1     | Defensores de Cambaceres | Enrique Sexto              | 2 de febrero | 17:00   |
| Ituzaingó           | 0 - 0     | Argentino de Rosario     | Carlos Alberto Sacaan      | 2 de febrero | 20:30   |
| Luján               | 2 - 1     | Deportivo Paraguayo      | Carlos Barraza             | 3 de febrero | 17:00   |
| Central Córdoba (R) | 2 - 0     | Centro Español           | Gabino Sosa                | 3 de febrero | 17:00   |
| Mercedes            | 2 - 2     | Deportivo Español        | Liga Mercedina             | 3 de febrero | 17:00   |
| El Porvenir         | 2 - 0     | Real Pilar               | Gildo Francisco Ghersinich | 4 de febrero | 17:00   |
| Berazategui         | 2 - 0     | Yupanqui                 | Norman Lee                 | 4 de febrero | 17:00   |
| Muñiz               | 2 - 1     | Atlas                    | Ricardo Puga               | 4 de febrero | 17:00   |
| Puerto Nuevo        | 1 - 0     | Victoriano Arenas        | Rubén Carlos Vallejos      | 4 de febrero | 17:00   |
| Lugano              | 0 - 1     | Leandro N. Alem          | José María Moraños         | 5 de febrero | 17:00   |
| Sportivo Barracas   | 0 - 5     | J. J. de Urquiza         | Nuevo Francisco Urbano     | 5 de febrero | 17:00   |
| Juventud Unida      | 0 - 0     | Central Ballester        | Ciudad de San Miguel       | 5 de febrero | 17:00   |
| Libre: Claypole     |           |                          |                            |              |         |

| Fecha 2                  | Fecha 2   | Fecha 2             | Fecha 2            | Fecha 2       | Fecha 2 |
| Local                    | Resultado | Visitante           | Estadio            | Fecha         | Hora    |
| ------------------------ | --------- | ------------------- | ------------------ | ------------- | ------- |
| Yupanqui                 | 1 - 0     | Sportivo Barracas   | Ciudad Evita       | 10 de febrero | 17:00   |
| Argentino de Rosario     | 1 - 1     | General Lamadrid    | José Martín Olaeta | 10 de febrero | 17:00   |
| Victoriano Arenas        | 2 - 1     | Lugano              | Saturnino Moure    | 10 de febrero | 17:00   |
| Leandro N. Alem          | 1 - 1     | Juventud Unida      | Leandro N. Alem    | 10 de febrero | 17:00   |
| Real Pilar               | 0 - 0     | Ituzaingó           | Carlos Barraza     | 10 de febrero | 19:05   |
| J. J. de Urquiza         | 3 - 1     | Luján               | Ramón Roque Martín | 11 de febrero | 17:00   |
| Defensores de Cambaceres | 2 - 2     | Muñiz               | 12 de Octubre      | 11 de febrero | 17:00   |
| Atlas                    | 1 - 1     | Mercedes            | Ricardo Puga       | 11 de febrero | 17:00   |
| Central Ballester        | 0 - 0     | Claypole            | Predio Cacique     | 11 de febrero | 17:00   |
| Deportivo Español        | 1 - 1     | Central Córdoba (R) | Nueva España       | 12 de febrero | 17:00   |
| Deportivo Paraguayo      | 0 - 3     | El Porvenir         | José María Moraños | 13 de febrero | 17:00   |
| Centro Español           | 2 - 2     | Puerto Nuevo        | Ricardo Puga       | 13 de febrero | 17:00   |
| Libre: Berazategui       |           |                     |                    |               |         |

| Fecha 3                  | Fecha 3   | Fecha 3                  | Fecha 3                    | Fecha 3       | Fecha 3 |
| Local                    | Resultado | Visitante                | Estadio                    | Fecha         | Hora    |
| ------------------------ | --------- | ------------------------ | -------------------------- | ------------- | ------- |
| Ituzaingó                | 0 - 1     | Deportivo Paraguayo      | Carlos Sacaan              | 16 de febrero | 20:35   |
| Mercedes                 | 1 - 0     | Defensores de Cambaceres | Liga Mercedina             | 17 de febrero | 19:00   |
| Juventud Unida           | 0 - 3     | Victoriano Arenas        | Ciudad de San Miguel       | 18 de febrero | 17:00   |
| Lugano                   | 1 - 2     | Centro Español           | José María Moraños         | 18 de febrero | 17:00   |
| Puerto Nuevo             | 0 - 0     | Deportivo Español        | Rubén Carlos Vallejos      | 18 de febrero | 17:00   |
| Muñiz                    | 3 - 1     | Argentino de Rosario     | Ricardo Puga               | 18 de febrero | 17:00   |
| El Porvenir              | 1 - 1     | J. J. de Urquiza         | Gildo Francisco Ghersinich | 18 de febrero | 17:00   |
| Luján                    | 0 - 0     | Yupanqui                 | 1.º de Abril               | 18 de febrero | 17:00   |
| Central Córdoba (R)      | 2 - 3     | Atlas                    | Gabino Sosa                | 18 de febrero | 17:00   |
| Claypole                 | 0 - 2     | Leandro N. Alem          | Rodolfo Capocasa           | 19 de febrero | 17:00   |
| General Lamadrid         | 3 - 0     | Real Pilar               | Enrique Sexto              | 19 de febrero | 17:00   |
| Sportivo Barracas        | 1 - 3     | Berazategui              | Nuevo Francisco Urbano     | 19 de febrero | 17:00   |
| Libre: Central Ballester |           |                          |                            |               |         |

| Fecha 4                  | Fecha 4   | Fecha 4             | Fecha 4               | Fecha 4       | Fecha 4 |
| Local                    | Resultado | Visitante           | Estadio               | Fecha         | Hora    |
| ------------------------ | --------- | ------------------- | --------------------- | ------------- | ------- |
| Deportivo Español        | 2 - 1     | Lugano              | Nueva España          | 23 de febrero | 17:00   |
| Yupanqui                 | 1 - 2     | El Porvenir         | Ciudad Evita          | 24 de febrero | 17:00   |
| J. J. de Urquiza         | 0 - 1     | Ituzaingó           | Ramón Roque Martín    | 24 de febrero | 17:00   |
| Argentino de Rosario     | 2 - 0     | Mercedes            | José Martín Olaeta    | 24 de febrero | 17:00   |
| Defensores de Cambaceres | 0 - 0     | Central Córdoba (R) | 12 de Octubre         | 24 de febrero | 17:00   |
| Atlas                    | 3 - 0     | Puerto Nuevo        | Ricardo Puga          | 24 de febrero | 17:00   |
| Real Pilar               | 2 - 2     | Muñiz               | Carlos Barraza        | 24 de febrero | 19:00   |
| Deportivo Paraguayo      | 0 - 1     | General Lamadrid    | Juan Antonio Arias    | 26 de febrero | 17:00   |
| Victoriano Arenas        | 2 - 2     | Claypole            | Saturnino Moure       | 26 de febrero | 17:00   |
| Leandro N. Alem          | 4 - 2     | Central Ballester   | Leandro N. Alem       | 26 de febrero | 17:00   |
| Berazategui              | 2 - 0     | Luján               | Norman Lee            | 27 de febrero | 17:00   |
| Centro Español           | 2 - 0     | Juventud Unida      | Carlos Alberto Sacaan | 27 de febrero | 17:00   |
| Libre: Sportivo Barracas |           |                     |                       |               |         |

| Fecha 5                | Fecha 5   | Fecha 5                  | Fecha 5                    | Fecha 5    | Fecha 5 |
| Local                  | Resultado | Visitante                | Estadio                    | Fecha      | Hora    |
| ---------------------- | --------- | ------------------------ | -------------------------- | ---------- | ------- |
| Central Córdoba (R)    | 0 - 2     | Argentino de Rosario     | Gabino Sosa                | 2 de marzo | 17:00   |
| Mercedes               | 2 - 2     | Real Pilar               | Liga Mercedina             | 2 de marzo | 19:00   |
| Ituzaingó              | 0 - 0     | Yupanqui                 | Carlos Sacaan              | 2 de marzo | 19:00   |
| Central Ballester      | 2 - 1     | Victoriano Arenas        | Predio Cacique             | 3 de marzo | 17:00   |
| Juventud Unida         | 0 - 0     | Deportivo Español        | Ciudad de San Miguel       | 3 de marzo | 17:00   |
| Lugano                 | 1 - 2     | Atlas                    | José María Moraños         | 3 de marzo | 17:00   |
| Puerto Nuevo           | 4 - 0     | Defensores de Cambaceres | Rubén Carlos Vallejos      | 3 de marzo | 17:00   |
| Muñiz                  | 1 - 2     | Deportivo Paraguayo      | Ricardo Puga               | 3 de marzo | 17:00   |
| General Lamadrid       | 2 - 1     | J. J. de Urquiza         | Enrique Sexto              | 3 de marzo | 17:00   |
| El Porvenir            | 1 - 2     | Berazategui              | Gildo Francisco Ghersinich | 3 de marzo | 17:00   |
| Luján                  | 2 - 1     | Sportivo Barracas        | 1.º de Abril               | 3 de marzo | 17:00   |
| Claypole               | 1 - 0     | Centro Español           | Rodolfo Capocasa           | 4 de marzo | 17:00   |
| Libre: Leandro N. Alem |           |                          |                            |            |         |

| Fecha 6                  | Fecha 6   | Fecha 6             | Fecha 6                | Fecha 6    | Fecha 6 |
| Local                    | Resultado | Visitante           | Estadio                | Fecha      | Hora    |
| ------------------------ | --------- | ------------------- | ---------------------- | ---------- | ------- |
| Sportivo Barracas        | 0 - 0     | El Porvenir         | Nuevo Francisco Urbano | 8 de marzo | 17:00   |
| Berazategui              | 2 - 1     | Ituzaingó           | Norman Lee             | 8 de marzo | 17:00   |
| Yupanqui                 | 0 - 0     | General Lamadrid    | Ciudad Evita           | 8 de marzo | 17:00   |
| J. J. de Urquiza         | 5 - 0     | Muñiz               | Ramón Roque Martín     | 8 de marzo | 17:00   |
| Deportivo Paraguayo      | 0 - 1     | Mercedes            | Juan Antonio Arias     | 8 de marzo | 17:00   |
| Argentino de Rosario     | 1 - 1     | Puerto Nuevo        | José Martín Olaeta     | 8 de marzo | 17:00   |
| Defensores de Cambaceres | 1 - 1     | Lugano              | 12 de Octubre          | 8 de marzo | 17:00   |
| Atlas                    | 3 - 0     | Juventud Unida      | Ricardo Puga           | 8 de marzo | 17:00   |
| Deportivo Español        | 3 - 1     | Claypole            | Nueva España           | 8 de marzo | 17:00   |
| Victoriano Arenas        | 1 - 2     | Leandro N. Alem     | Saturnino Moure        | 8 de marzo | 17:00   |
| Real Pilar               | 1 - 1     | Central Córdoba (R) | Carlos Barraza         | 8 de marzo | 19:00   |
| Centro Español           | 0 - 1     | Central Ballester   | Carlos Alberto Sacaan  | 9 de marzo | 17:00   |
| Libre: Luján             |           |                     |                        |            |         |

| Fecha 7                  | Fecha 7   | Fecha 7                  | Fecha 7                    | Fecha 7     | Fecha 7 |
| Local                    | Resultado | Visitante                | Estadio                    | Fecha       | Hora    |
| ------------------------ | --------- | ------------------------ | -------------------------- | ----------- | ------- |
| Juventud Unida           | 1 - 2     | Defensores de Cambaceres | Ciudad de San Miguel       | 12 de marzo | 17:00   |
| Lugano                   | 0 - 2     | Argentino de Rosario     | José María Moraños         | 12 de marzo | 17:00   |
| Puerto Nuevo             | 2 - 2     | Real Pilar               | Rubén Carlos Vallejos      | 12 de marzo | 17:00   |
| Claypole                 | 4 - 2     | Atlas                    | Lorenzo Arandilla          | 12 de marzo | 17:00   |
| Leandro N. Alem          | 1 - 0     | Centro Español           | Leandro N. Alem            | 12 de marzo | 17:00   |
| Central Ballester        | 0 - 0     | Deportivo Español        | Predio Cacique             | 12 de marzo | 17:00   |
| General Lamadrid         | 2 - 3     | Berazategui              | Enrique Sexto              | 12 de marzo | 17:00   |
| Ituzaingó                | 2 - 2     | Sportivo Barracas        | Carlos Sacaan              | 12 de marzo | 19:00   |
| Mercedes                 | 1 - 1     | J. J. de Urquiza         | Liga Mercedina             | 12 de marzo | 19:00   |
| Central Córdoba (R)      | 1 - 0     | Deportivo Paraguayo      | Gabino Sosa                | 12 de marzo | 20:00   |
| Muñiz                    | 2 - 1     | Yupanqui                 | Ricardo Puga               | 13 de marzo | 17:00   |
| El Porvenir              | 0 - 2     | Luján                    | Gildo Francisco Ghersinich | 20 de marzo | 15:30   |
| Libre: Victoriano Arenas |           |                          |                            |             |         |

| Fecha 8                  | Fecha 8   | Fecha 8             | Fecha 8                | Fecha 8     | Fecha 8 |
| Local                    | Resultado | Visitante           | Estadio                | Fecha       | Hora    |
| ------------------------ | --------- | ------------------- | ---------------------- | ----------- | ------- |
| Luján                    | 0 - 0     | Ituzaingó           | 1.º de Abril           | 16 de marzo | 15:30   |
| Berazategui              | 1 - 0     | Muñiz               | Norman Lee             | 16 de marzo | 15:30   |
| Yupanqui                 | 2 - 0     | Mercedes            | Ciudad Evita           | 16 de marzo | 15:30   |
| Real Pilar               | 3 - 0     | Lugano              | Carlos Barraza         | 16 de marzo | 19:00   |
| Deportivo Paraguayo      | 1 - 1     | Puerto Nuevo        | Juan Antonio Arias     | 17 de marzo | 15:30   |
| J. J. de Urquiza         | 1 - 1     | Central Córdoba (R) | Ramón Roque Martín     | 17 de marzo | 15:30   |
| Atlas                    | 0 - 2     | Central Ballester   | Ricardo Puga           | 17 de marzo | 15:30   |
| Argentino de Rosario     | 1 - 1     | Juventud Unida      | José Martín Olaeta     | 18 de marzo | 15:30   |
| Sportivo Barracas        | 0 - 3     | General Lamadrid    | Nuevo Francisco Urbano | 18 de marzo | 15:30   |
| Defensores de Cambaceres | 0 - 0     | Claypole            | 12 de Octubre          | 18 de marzo | 15:30   |
| Deportivo Español        | 2 - 1     | Leandro N. Alem     | Nueva España           | 18 de marzo | 15:30   |
| Centro Español           | 1 - 2     | Victoriano Arenas   | Ricardo Puga           | 18 de marzo | 15:30   |
| Libre: El Porvenir       |           |                     |                        |             |         |

| Fecha 9               | Fecha 9   | Fecha 9                  | Fecha 9               | Fecha 9     | Fecha 9 |
| Local                 | Resultado | Visitante                | Estadio               | Fecha       | Hora    |
| --------------------- | --------- | ------------------------ | --------------------- | ----------- | ------- |
| Victoriano Arenas     | 0 - 0     | Deportivo Español        | Saturnino Moure       | 27 de marzo | 15:30   |
| Leandro N. Alem       | 1 - 2     | Atlas                    | Leandro N. Alem       | 27 de marzo | 15:30   |
| Central Ballester     | 0 - 1     | Defensores de Cambaceres | Predio Cacique        | 27 de marzo | 15:30   |
| Juventud Unida        | 0 - 3     | Real Pilar               | Ciudad de San Miguel  | 27 de marzo | 15:30   |
| Lugano                | 0 - 1     | Deportivo Paraguayo      | José María Moraños    | 27 de marzo | 15:30   |
| Puerto Nuevo          | 0 - 1     | J. J. de Urquiza         | Rubén Carlos Vallejos | 27 de marzo | 15:30   |
| General Lamadrid      | 1 - 0     | Luján                    | Enrique Sexto         | 27 de marzo | 15:30   |
| Claypole              | 2 - 2     | Argentino de Rosario     | Rodolfo Capocasa      | 27 de marzo | 15:30   |
| Central Córdoba (R)   | 0 - 3     | Yupanqui                 | Gabino Sosa           | 27 de marzo | 19:00   |
| Mercedes              | 2 - 3     | Berazategui              | Liga Mercedina        | 27 de marzo | 19:00   |
| Ituzaingó             | 1 - 4     | El Porvenir              | Carlos Sacaan         | 27 de marzo | 19:00   |
| Muñiz                 | 2 - 1     | Sportivo Barracas        | Ricardo Puga          | 28 de marzo | 15:30   |
| Libre: Centro Español |           |                          |                       |             |         |

| Fecha 10                 | Fecha 10  | Fecha 10            | Fecha 10                   | Fecha 10    | Fecha 10 |
| Local                    | Resultado | Visitante           | Estadio                    | Fecha       | Hora     |
| ------------------------ | --------- | ------------------- | -------------------------- | ----------- | -------- |
| Yupanqui                 | 1 - 1     | Puerto Nuevo        | Ciudad Evita               | 30 de marzo | 11:00    |
| El Porvenir              | 0 - 2     | General Lamadrid    | Gildo Francisco Ghersinich | 30 de marzo | 15:05    |
| Argentino de Rosario     | 0 - 2     | Central Ballester   | José Martín Olaeta         | 30 de marzo | 15:30    |
| Real Pilar               | 2 - 0     | Claypole            | Carlos Barraza             | 30 de marzo | 19:00    |
| Luján                    | 2 - 0     | Muñiz               | 1.º de Abril               | 31 de marzo | 15:30    |
| J. J. de Urquiza         | 2 - 1     | Lugano              | Ramón Roque Martín         | 31 de marzo | 15:30    |
| Sportivo Barracas        | 1 - 1     | Mercedes            | Nuevo Francisco Urbano     | 1 de abril  | 15:30    |
| Berazategui              | 1 - 1     | Central Córdoba (R) | Norman Lee                 | 1 de abril  | 15:30    |
| Deportivo Paraguayo      | 0 - 1     | Juventud Unida      | Juan Antonio Arias         | 1 de abril  | 15:30    |
| Defensores de Cambaceres | 0 - 0     | Leandro N. Alem     | 12 de Octubre              | 1 de abril  | 15:30    |
| Atlas                    | 1 - 1     | Victoriano Arenas   | Ricardo Puga               | 1 de abril  | 15:30    |
| Deportivo Español        | 2 - 2     | Centro Español      | Nueva España               | 1 de abril  | 15:30    |
| Libre: Ituzaingó         |           |                     |                            |             |          |

| Fecha 11                 | Fecha 11  | Fecha 11                 | Fecha 11              | Fecha 11   | Fecha 11 |
| Local                    | Resultado | Visitante                | Estadio               | Fecha      | Hora     |
| ------------------------ | --------- | ------------------------ | --------------------- | ---------- | -------- |
| General Lamadrid         | 1 - 2     | Ituzaingó                | Enrique Sexto         | 5 de abril | 15:30    |
| Centro Español           | 4 - 2     | Atlas                    | Carlos Alberto Sacaan | 5 de abril | 15:30    |
| Puerto Nuevo             | 1 - 2     | Berazategui              | Rubén Carlos Vallejos | 5 de abril | 15:30    |
| Central Córdoba (R)      | 3 - 0     | Sportivo Barracas        | Gabino Sosa           | 5 de abril | 15:30    |
| Muñiz                    | 1 - 2     | El Porvenir              | Ricardo Puga          | 6 de abril | 15:30    |
| Victoriano Arenas        | 1 - 0     | Defensores de Cambaceres | Saturnino Moure       | 6 de abril | 15:30    |
| Claypole                 | 2 - 1     | Deportivo Paraguayo      | Rodolfo Capocasa      | 6 de abril | 15:30    |
| Juventud Unida           | 1 - 2     | J. J. de Urquiza         | Ciudad de San Miguel  | 6 de abril | 15:30    |
| Lugano                   | 1 - 0     | Yupanqui                 | José María Moraños    | 6 de abril | 15:30    |
| Mercedes                 | 2 - 1     | Luján                    | Liga Mercedina        | 6 de abril | 19:00    |
| Leandro N. Alem          | 0 - 5     | Argentino de Rosario     | Leandro N. Alem       | 7 de abril | 15:30    |
| Central Ballester        | 1 - 1     | Real Pilar               | Predio Cacique        | 7 de abril | 15:30    |
| Libre: Deportivo Español |           |                          |                       |            |          |

| Fecha 12                 | Fecha 12  | Fecha 12            | Fecha 12                   | Fecha 12    | Fecha 12 |
| Local                    | Resultado | Visitante           | Estadio                    | Fecha       | Hora     |
| ------------------------ | --------- | ------------------- | -------------------------- | ----------- | -------- |
| Atlas                    | 0 - 1     | Deportivo Español   | Ricardo Puga               | 10 de abril | 15:30    |
| Defensores de Cambaceres | 2 - 1     | Centro Español      | 12 de Octubre              | 10 de abril | 15:30    |
| Luján                    | 1 - 1     | Central Córdoba (R) | 1.º de Abril               | 10 de abril | 15:30    |
| Deportivo Paraguayo      | 2 - 0     | Central Ballester   | Juan Antonio Arias         | 10 de abril | 15:30    |
| J. J. de Urquiza         | 0 - 1     | Claypole            | Ramón Roque Martín         | 10 de abril | 15:30    |
| Yupanqui                 | 1 - 0     | Juventud Unida      | Ciudad Evita               | 10 de abril | 15:30    |
| Berazategui              | 2 - 2     | Lugano              | Norman Lee                 | 10 de abril | 15:30    |
| Sportivo Barracas        | 1 - 2     | Puerto Nuevo        | Nuevo Francisco Urbano     | 10 de abril | 15:30    |
| El Porvenir              | 4 - 0     | Mercedes            | Gildo Francisco Ghersinich | 10 de abril | 15:30    |
| Ituzaingó                | 0 - 1     | Muñiz               | Carlos Sacaan              | 10 de abril | 19:30    |
| Argentino de Rosario     | 1 - 1     | Victoriano Arenas   | José Martín Olaeta         | 11 de abril | 15:30    |
| Real Pilar               | 1 - 1     | Leandro N. Alem     | Carlos Barraza             | 11 de abril | 19:00    |
| Libre: General Lamadrid  |           |                     |                            |             |          |

| Fecha 13            | Fecha 13  | Fecha 13                 | Fecha 13              | Fecha 13    | Fecha 13 |
| Local               | Resultado | Visitante                | Estadio               | Fecha       | Hora     |
| ------------------- | --------- | ------------------------ | --------------------- | ----------- | -------- |
| Mercedes            | 0 - 4     | Ituzaingó                | Liga Mercedina        | 13 de abril | 19:00    |
| Deportivo Español   | 0 - 0     | Defensores de Cambaceres | Nueva España          | 14 de abril | 15:30    |
| Leandro N. Alem     | 1 - 1     | Deportivo Paraguayo      | Leandro N. Alem       | 14 de abril | 15:30    |
| Juventud Unida      | 0 - 1     | Berazategui              | Ciudad de San Miguel  | 14 de abril | 15:30    |
| Lugano              | 0 - 0     | Sportivo Barracas        | José María Moraños    | 14 de abril | 15:30    |
| Central Córdoba (R) | 1 - 0     | El Porvenir              | Gabino Sosa           | 14 de abril | 15:30    |
| Victoriano Arenas   | 0 - 0     | Real Pilar               | Saturnino Moure       | 14 de abril | 15:30    |
| Central Ballester   | 2 - 4     | J. J. de Urquiza         | Predio Cacique        | 14 de abril | 15:30    |
| Puerto Nuevo        | 1 - 3     | Luján                    | Rubén Carlos Vallejos | 14 de abril | 15:30    |
| Muñiz               | 2 - 3     | General Lamadrid         | Ricardo Puga          | 15 de abril | 15:30    |
| Claypole            | 2 - 0     | Yupanqui                 | Lorenzo Arandilla     | 16 de abril | 15:30    |
| Centro Español      | 2 - 0     | Argentino de Rosario     | José Manuel Moreno    | 17 de abril | 15:30    |
| Libre: Atlas        |           |                          |                       |             |          |

| Fecha 14                 | Fecha 14  | Fecha 14            | Fecha 14                   | Fecha 14    | Fecha 14 |
| Local                    | Resultado | Visitante           | Estadio                    | Fecha       | Hora     |
| ------------------------ | --------- | ------------------- | -------------------------- | ----------- | -------- |
| Defensores de Cambaceres | 1 - 1     | Atlas               | 12 de Octubre              | 20 de abril | 15:30    |
| Yupanqui                 | 3 - 0     | Central Ballester   | Ciudad Evita               | 20 de abril | 15:30    |
| General Lamadrid         | 1 - 0     | Mercedes            | Enrique Sexto              | 21 de abril | 11:00    |
| Luján                    | 2 - 1     | Lugano              | 1.º de Abril               | 21 de abril | 11:00    |
| El Porvenir              | 2 - 1     | Puerto Nuevo        | Gildo Francisco Ghersinich | 21 de abril | 11:00    |
| Real Pilar               | 2 - 1     | Centro Español      | Carlos Barraza             | 21 de abril | 11:00    |
| Ituzaingó                | 1 - 1     | Central Córdoba (R) | Carlos Sacaan              | 21 de abril | 15:30    |
| Deportivo Paraguayo      | 0 - 0     | Victoriano Arenas   | José María Moraños         | 21 de abril | 15:30    |
| Sportivo Barracas        | 2 - 0     | Juventud Unida      | Nuevo Francisco Urbano     | 22 de abril | 15:30    |
| Argentino de Rosario     | 0 - 0     | Deportivo Español   | José Martín Olaeta         | 22 de abril | 15:30    |
| Berazategui              | 3 - 1     | Claypole            | Norman Lee                 | 23 de abril | 15:30    |
| J. J. de Urquiza         | 3 - 1     | Leandro N. Alem     | Ramón Roque Martín         | 23 de abril | 15:30    |
| Libre: Muñiz             |           |                     |                            |             |          |

| Fecha 15                        | Fecha 15  | Fecha 15             | Fecha 15              | Fecha 15    | Fecha 15 |
| Local                           | Resultado | Visitante            | Estadio               | Fecha       | Hora     |
| ------------------------------- | --------- | -------------------- | --------------------- | ----------- | -------- |
| Mercedes                        | 0 - 0     | Muñiz                | Liga Mercedina        | 27 de abril | 15:30    |
| Central Córdoba (R)             | 3 - 0     | General Lamadrid     | Gabino Sosa           | 27 de abril | 15:30    |
| Puerto Nuevo                    | 0 - 1     | Ituzaingó            | Rubén Carlos Vallejos | 27 de abril | 15:30    |
| Victoriano Arenas               | 1 - 2     | J. J. de Urquiza     | Saturnino Moure       | 27 de abril | 15:30    |
| Leandro N. Alem                 | 0 - 1     | Yupanqui             | Leandro N. Alem       | 27 de abril | 15:30    |
| Lugano                          | 2 - 1     | El Porvenir          | José María Moraños    | 28 de abril | 15:30    |
| Juventud Unida                  | 2 - 1     | Luján                | Ciudad de San Miguel  | 28 de abril | 15:30    |
| Atlas                           | 3 - 3     | Argentino de Rosario | Ricardo Puga          | 28 de abril | 15:30    |
| Central Ballester               | 0 - 0     | Berazategui          | Predio Cacique        | 28 de abril | 15:30    |
| Centro Español                  | 1 - 0     | Deportivo Paraguayo  | Carlos Alberto Sacaan | 29 de abril | 15:30    |
| Claypole                        | 0 - 2     | Sportivo Barracas    | Rodolfo Capocasa      | 29 de abril | 15:30    |
| Deportivo Español               | 1 - 2     | Real Pilar           | Nueva España          | 30 de abril | 15:30    |
| Libre: Defensores de Cambaceres |           |                      |                       |             |          |

| Fecha 16             | Fecha 16  | Fecha 16                 | Fecha 16                   | Fecha 16  | Fecha 16 |
| Local                | Resultado | Visitante                | Estadio                    | Fecha     | Hora     |
| -------------------- | --------- | ------------------------ | -------------------------- | --------- | -------- |
| Deportivo Paraguayo  | 1 - 1     | Deportivo Español        | Juan Antonio Arias         | 3 de mayo | 15:30    |
| Real Pilar           | 1 - 2     | Atlas                    | Carlos Barraza             | 4 de mayo | 15:30    |
| Ituzaingó            | 2 - 0     | Lugano                   | Carlos Sacaan              | 4 de mayo | 15:30    |
| El Porvenir          | 1 - 0     | Juventud Unida           | Gildo Francisco Ghersinich | 4 de mayo | 15:30    |
| Yupanqui             | 0 - 0     | Victoriano Arenas        | Ciudad Evita               | 4 de mayo | 15:30    |
| Argentino de Rosario | 2 - 1     | Defensores de Cambaceres | José Martín Olaeta         | 4 de mayo | 15:30    |
| Muñiz                | 2 - 3     | Central Córdoba (R)      | Ricardo Puga               | 5 de mayo | 15:30    |
| General Lamadrid     | 1 - 1     | Puerto Nuevo             | Enrique Sexto              | 5 de mayo | 15:30    |
| Luján                | 0 - 0     | Claypole                 | 1.º de Abril               | 5 de mayo | 15:30    |
| Sportivo Barracas    | 1 - 2     | Central Ballester        | Nuevo Francisco Urbano     | 5 de mayo | 15:30    |
| J. J. de Urquiza     | 1 - 0     | Centro Español           | Ramón Roque Martín         | 5 de mayo | 15:30    |
| Berazategui          | 1 - 1     | Leandro N. Alem          | Norman Lee                 | 6 de mayo | 15:30    |
| Libre: Mercedes      |           |                          |                            |           |          |

| Fecha 17                    | Fecha 17  | Fecha 17            | Fecha 17              | Fecha 17   | Fecha 17 |
| Local                       | Resultado | Visitante           | Estadio               | Fecha      | Hora     |
| --------------------------- | --------- | ------------------- | --------------------- | ---------- | -------- |
| Claypole                    | 4 - 1     | El Porvenir         | Rodolfo Capocasa      | 10 de mayo | 15:35    |
| Juventud Unida              | 1 - 1     | Ituzaingó           | Ciudad de San Miguel  | 11 de mayo | 15:30    |
| Lugano                      | 0 - 2     | General Lamadrid    | José María Moraños    | 11 de mayo | 15:30    |
| Puerto Nuevo                | 0 - 3     | Muñiz               | Rubén Carlos Vallejos | 11 de mayo | 15:30    |
| Central Córdoba (R)         | 1 - 0     | Mercedes            | Gabino Sosa           | 11 de mayo | 15:30    |
| Defensores de Cambaceres    | 2 - 2     | Real Pilar          | 12 de Octubre         | 12 de mayo | 15:30    |
| Deportivo Español           | 1 - 0     | J. J. de Urquiza    | Nueva España          | 12 de mayo | 15:30    |
| Victoriano Arenas           | 1 - 1     | Berazategui         | Saturnino Moure       | 12 de mayo | 15:30    |
| Leandro N. Alem             | 0 - 2     | Sportivo Barracas   | Leandro N. Alem       | 12 de mayo | 15:30    |
| Atlas                       | 2 - 0     | Deportivo Paraguayo | Ricardo Puga          | 13 de mayo | 15:30    |
| Centro Español              | 3 - 1     | Yupanqui            | Carlos Alberto Sacaan | 13 de mayo | 15:30    |
| Central Ballester           | 0 - 0     | Luján               | Predio Cacique        | 15 de mayo | 15:30    |
| Libre: Argentino de Rosario |           |                     |                       |            |          |

| Fecha 18                   | Fecha 18  | Fecha 18                 | Fecha 18                   | Fecha 18   | Fecha 18 |
| Local                      | Resultado | Visitante                | Estadio                    | Fecha      | Hora     |
| -------------------------- | --------- | ------------------------ | -------------------------- | ---------- | -------- |
| Ituzaingó                  | 0 - 1     | Claypole                 | Carlos Sacaan              | 18 de mayo | 14:30    |
| Sportivo Barracas          | 1 - 1     | Victoriano Arenas        | Nuevo Francisco Urbano     | 18 de mayo | 15:30    |
| Muñiz                      | 0 - 1     | Lugano                   | Ricardo Puga               | 18 de mayo | 15:30    |
| J. J. de Urquiza           | 0 - 1     | Atlas                    | Ramón Roque Martín         | 19 de mayo | 15:30    |
| Berazategui                | 2 - 3     | Centro Español           | Norman Lee                 | 19 de mayo | 15:30    |
| Real Pilar                 | 0 - 1     | Argentino de Rosario     | Carlos Barraza             | 19 de mayo | 15:30    |
| El Porvenir                | 0 - 0     | Central Ballester        | Gildo Francisco Ghersinich | 19 de mayo | 15:30    |
| General Lamadrid           | 2 - 0     | Juventud Unida           | Enrique Sexto              | 19 de mayo | 15:30    |
| Luján                      | 1 - 1     | Leandro N. Alem          | 1.º de Abril               | 20 de mayo | 15:30    |
| Deportivo Paraguayo        | 0 - 1     | Defensores de Cambaceres | Ciudad de Libertad         | 21 de mayo | 15:30    |
| Mercedes                   | 1 - 0     | Puerto Nuevo             | Liga Mercedina             | 21 de mayo | 15:30    |
| Yupanqui                   | 1 - 0     | Deportivo Español        | Ciudad Evita               | 22 de mayo | 15:30    |
| Libre: Central Córdoba (R) |           |                          |                            |            |          |

| Fecha 19                 | Fecha 19  | Fecha 19            | Fecha 19              | Fecha 19   | Fecha 19 |
| Local                    | Resultado | Visitante           | Estadio               | Fecha      | Hora     |
| ------------------------ | --------- | ------------------- | --------------------- | ---------- | -------- |
| Leandro N. Alem          | 2 - 0     | El Porvenir         | Leandro N. Alem       | 24 de mayo | 15:30    |
| Victoriano Arenas        | 0 - 1     | Luján               | Saturnino Moure       | 25 de mayo | 15:30    |
| Claypole                 | 0 - 0     | General Lamadrid    | Rodolfo Capocasa      | 25 de mayo | 15:30    |
| Puerto Nuevo             | 0 - 2     | Central Córdoba (R) | Rubén Carlos Vallejos | 25 de mayo | 15:30    |
| Atlas                    | 1 - 1     | Yupanqui            | Ricardo Puga          | 26 de mayo | 15:30    |
| Argentino de Rosario     | 2 - 1     | Deportivo Paraguayo | José Martín Olaeta    | 26 de mayo | 15:30    |
| Central Ballester        | 0 - 3     | Ituzaingó           | Predio Cacique        | 26 de mayo | 15:30    |
| Juventud Unida           | 1 - 1     | Muñiz               | Ciudad de San Miguel  | 26 de mayo | 15:30    |
| Defensores de Cambaceres | 0 - 0     | J. J. de Urquiza    | 12 de Octubre         | 27 de mayo | 15:30    |
| Lugano                   | 0 - 0     | Mercedes            | José María Moraños    | 27 de mayo | 15:30    |
| Centro Español           | 1 - 2     | Sportivo Barracas   | Ricardo Puga          | 27 de mayo | 15:30    |
| Deportivo Español        | 3 - 2     | Berazategui         | Nueva España          | 28 de mayo | 15:30    |
| Libre: Real Pilar        |           |                     |                       |            |          |

| Fecha 20            | Fecha 20  | Fecha 20                 | Fecha 20                   | Fecha 20   | Fecha 20 |
| Local               | Resultado | Visitante                | Estadio                    | Fecha      | Hora     |
| ------------------- | --------- | ------------------------ | -------------------------- | ---------- | -------- |
| Central Córdoba (R) | 2 - 0     | Lugano                   | Gabino Sosa                | 1 de junio | 15:30    |
| Mercedes            | 0 - 0     | Juventud Unida           | Liga Mercedina             | 1 de junio | 15:30    |
| General Lamadrid    | 1 - 0     | Central Ballester        | Enrique Sexto              | 1 de junio | 15:30    |
| Ituzaingó           | 0 - 0     | Leandro N. Alem          | Carlos Sacaan              | 1 de junio | 15:30    |
| Yupanqui            | 0 - 3     | Defensores de Cambaceres | Ciudad Evita               | 1 de junio | 15:30    |
| J. J. de Urquiza    | 0 - 1     | Argentino de Rosario     | Ramón Roque Martín         | 1 de junio | 15:30    |
| Muñiz               | 1 - 2     | Claypole                 | Ricardo Puga               | 2 de junio | 15:30    |
| Luján               | 2 - 1     | Centro Español           | 1.º de Abril               | 2 de junio | 15:30    |
| El Porvenir         | 0 - 0     | Victoriano Arenas        | Gildo Francisco Ghersinich | 3 de junio | 15:30    |
| Sportivo Barracas   | 1 - 1     | Deportivo Español        | Nuevo Francisco Urbano     | 3 de junio | 15:30    |
| Berazategui         | 5 - 2     | Atlas                    | Norman Lee                 | 3 de junio | 15:30    |
| Deportivo Paraguayo | 0 - 5     | Real Pilar               | José María Moraños         | 3 de junio | 15:30    |
| Libre: Puerto Nuevo |           |                          |                            |            |          |

| Fecha 21                   | Fecha 21  | Fecha 21            | Fecha 21              | Fecha 21    | Fecha 21 |
| Local                      | Resultado | Visitante           | Estadio               | Fecha       | Hora     |
| -------------------------- | --------- | ------------------- | --------------------- | ----------- | -------- |
| Argentino de Rosario       | 1 - 0     | Yupanqui            | José Martín Olaeta    | 8 de junio  | 15:00    |
| Defensores de Cambaceres   | 0 - 2     | Berazategui         | 12 de Octubre         | 8 de junio  | 15:00    |
| Central Ballester          | 1 - 0     | Muñiz               | Predio Cacique        | 8 de junio  | 15:00    |
| Leandro N. Alem            | 0 - 3     | General Lamadrid    | Leandro N. Alem       | 8 de junio  | 15:00    |
| Lugano                     | 0 - 4     | Puerto Nuevo        | José María Moraños    | 8 de junio  | 15:00    |
| Real Pilar                 | 3 - 1     | J. J. de Urquiza    | Carlos Barraza        | 9 de junio  | 15:00    |
| Atlas                      | 1 - 0     | Sportivo Barracas   | Ricardo Puga          | 9 de junio  | 15:00    |
| Victoriano Arenas          | 1 - 0     | Ituzaingó           | Saturnino Moure       | 9 de junio  | 15:00    |
| Juventud Unida             | 0 - 1     | Central Córdoba (R) | Ciudad de San Miguel  | 9 de junio  | 15:00    |
| Claypole                   | 1 - 0     | Mercedes            | Rodolfo Capocasa      | 10 de junio | 15:00    |
| Centro Español             | 1 - 0     | El Porvenir         | Carlos Alberto Sacaan | 10 de junio | 15:00    |
| Deportivo Español          | 2 - 0     | Luján               | Nueva España          | 10 de junio | 15:00    |
| Libre: Deportivo Paraguayo |           |                     |                       |             |          |

| Fecha 22            | Fecha 22  | Fecha 22                 | Fecha 22                   | Fecha 22    | Fecha 22 |
| Local               | Resultado | Visitante                | Estadio                    | Fecha       | Hora     |
| ------------------- | --------- | ------------------------ | -------------------------- | ----------- | -------- |
| Ituzaingó           | 1 - 0     | Centro Español           | Carlos Sacaan              | 14 de junio | 19:00    |
| J. J. de Urquiza    | 1 - 0     | Deportivo Paraguayo      | Ramón Roque Martín         | 15 de junio | 15:00    |
| Yupanqui            | 1 - 1     | Real Pilar               | Ciudad Evita               | 15 de junio | 15:00    |
| Luján               | 0 - 1     | Atlas                    | 1.º de Abril               | 15 de junio | 15:00    |
| El Porvenir         | 0 - 0     | Deportivo Español        | Gildo Francisco Ghersinich | 15 de junio | 15:00    |
| General Lamadrid    | 2 - 0     | Victoriano Arenas        | Enrique Sexto              | 15 de junio | 15:00    |
| Central Córdoba (R) | 3 - 1     | Claypole                 | Gabino Sosa                | 15 de junio | 15:00    |
| Sportivo Barracas   | 1 - 0     | Defensores de Cambaceres | Nuevo Francisco Urbano     | 15 de junio | 15:00    |
| Mercedes            | 1 - 1     | Central Ballester        | Liga Mercedina             | 15 de junio | 16:00    |
| Muñiz               | 3 - 0     | Leandro N. Alem          | Ricardo Puga               | 16 de junio | 15:00    |
| Puerto Nuevo        | 1 - 1     | Juventud Unida           | Rubén Carlos Vallejos      | 16 de junio | 15:00    |
| Berazategui         | 0 - 0     | Argentino de Rosario     | Norman Lee                 | 16 de junio | 15:05    |
| Libre: Lugano       |           |                          |                            |             |          |

| Fecha 23                 | Fecha 23  | Fecha 23            | Fecha 23              | Fecha 23    | Fecha 23 |
| Local                    | Resultado | Visitante           | Estadio               | Fecha       | Hora     |
| ------------------------ | --------- | ------------------- | --------------------- | ----------- | -------- |
| Atlas                    | 2 - 1     | El Porvenir         | Ricardo Puga          | 18 de junio | 15:00    |
| Centro Español           | 0 - 0     | General Lamadrid    | Carlos Alberto Sacaan | 18 de junio | 15:00    |
| Real Pilar               | 2 - 2     | Berazategui         | Carlos Barraza        | 19 de junio | 15:00    |
| Argentino de Rosario     | 4 - 1     | Sportivo Barracas   | José Martín Olaeta    | 19 de junio | 15:00    |
| Defensores de Cambaceres | 2 - 1     | Luján               | 12 de Octubre         | 19 de junio | 15:00    |
| Deportivo Paraguayo      | 0 - 2     | Yupanqui            | Juan Antonio Arias    | 19 de junio | 15:00    |
| Deportivo Español        | 0 - 0     | Ituzaingó           | Nueva España          | 19 de junio | 15:00    |
| Victoriano Arenas        | 2 - 4     | Muñiz               | Saturnino Moure       | 19 de junio | 15:00    |
| Leandro N. Alem          | 0 - 1     | Mercedes            | Leandro N. Alem       | 19 de junio | 15:00    |
| Central Ballester        | 2 - 0     | Central Córdoba (R) | Predio Cacique        | 19 de junio | 15:00    |
| Claypole                 | 1 - 2     | Puerto Nuevo        | Rodolfo Capocasa      | 19 de junio | 15:00    |
| Juventud Unida           | 0 - 0     | Lugano              | Ciudad de San Miguel  | 19 de junio | 15:00    |
| Libre: J. J. de Urquiza  |           |                     |                       |             |          |

| Fecha 24              | Fecha 24  | Fecha 24                 | Fecha 24                   | Fecha 24    | Fecha 24 |
| Local                 | Resultado | Visitante                | Estadio                    | Fecha       | Hora     |
| --------------------- | --------- | ------------------------ | -------------------------- | ----------- | -------- |
| Mercedes              | 1 - 0     | Victoriano Arenas        | Liga Mercedina             | 22 de junio | 16:00    |
| General Lamadrid      | 2 - 0     | Deportivo Español        | Enrique Sexto              | 23 de junio | 13:00    |
| Berazategui           | 0 - 1     | Deportivo Paraguayo      | Norman Lee                 | 23 de junio | 13:00    |
| Lugano                | 1 - 3     | Claypole                 | José María Moraños         | 23 de junio | 15:00    |
| Puerto Nuevo          | 0 - 0     | Central Ballester        | Rubén Carlos Vallejos      | 23 de junio | 15:00    |
| Central Córdoba (R)   | 1 - 1     | Leandro N. Alem          | Gabino Sosa                | 23 de junio | 15:00    |
| Ituzaingó             | 1 - 0     | Atlas                    | Carlos Sacaan              | 23 de junio | 15:00    |
| El Porvenir           | 1 - 1     | Defensores de Cambaceres | Gildo Francisco Ghersinich | 23 de junio | 15:00    |
| Luján                 | 2 - 1     | Argentino de Rosario     | 1.º de Abril               | 23 de junio | 15:00    |
| Sportivo Barracas     | 1 - 1     | Real Pilar               | Nuevo Francisco Urbano     | 23 de junio | 15:00    |
| Yupanqui              | 0 - 3     | J. J. de Urquiza         | Ciudad Evita               | 23 de junio | 15:00    |
| Muñiz                 | 2 - 1     | Centro Español           | Ricardo Puga               | 24 de junio | 15:00    |
| Libre: Juventud Unida |           |                          |                            |             |          |

| Fecha 25                 | Fecha 25  | Fecha 25            | Fecha 25              | Fecha 25    | Fecha 25 |
| Local                    | Resultado | Visitante           | Estadio               | Fecha       | Hora     |
| ------------------------ | --------- | ------------------- | --------------------- | ----------- | -------- |
| Deportivo Español        | 4 - 0     | Muñiz               | Nueva España          | 28 de junio | 15:00    |
| Real Pilar               | 1 - 2     | Luján               | Carlos Barraza        | 29 de junio | 15:00    |
| Argentino de Rosario     | 6 - 1     | El Porvenir         | José Martín Olaeta    | 29 de junio | 15:00    |
| Victoriano Arenas        | 0 - 0     | Central Córdoba (R) | Saturnino Moure       | 29 de junio | 15:00    |
| Leandro N. Alem          | 4 - 0     | Puerto Nuevo        | Leandro N. Alem       | 29 de junio | 15:00    |
| Central Ballester        | 1 - 1     | Lugano              | Predio Cacique        | 29 de junio | 15:00    |
| J. J. de Urquiza         | 0 - 1     | Berazategui         | Ramón Roque Martín    | 30 de junio | 14:50    |
| Atlas                    | 2 - 2     | General Lamadrid    | Ricardo Puga          | 30 de junio | 14:50    |
| Deportivo Paraguayo      | 0 - 0     | Sportivo Barracas   | Juan Antonio Arias    | 30 de junio | 15:00    |
| Defensores de Cambaceres | 1 - 0     | Ituzaingó           | 12 de Octubre         | 30 de junio | 15:00    |
| Claypole                 | 2 - 1     | Juventud Unida      | Rodolfo Capocasa      | 30 de junio | 15:00    |
| Centro Español           | 2 - 1     | Mercedes            | Carlos Alberto Sacaan | 1 de julio  | 15:00    |
| Libre: Yupanqui          |           |                     |                       |             |          |

| 1. 2. 3. 4. 5. |

## Torneo Clausura

### Tabla de posiciones final
| Pos. | Equipo                   | Pts. | PJ | PG | PE | PP | GF | GC | Dif. |
| ---- | ------------------------ | ---- | -- | -- | -- | -- | -- | -- | ---- |
| 1.º  | Real Pilar               | 56   | 24 | 16 | 8  | 0  | 35 | 6  | 29   |
| 2.º  | Deportivo Español        | 48   | 24 | 14 | 6  | 4  | 35 | 17 | 18   |
| 3.º  | General Lamadrid         | 44   | 24 | 13 | 5  | 6  | 45 | 23 | 22   |
| 4.º  | Berazategui              | 43   | 24 | 13 | 4  | 7  | 33 | 22 | 11   |
| 5.º  | Ituzaingó                | 40   | 24 | 10 | 10 | 4  | 29 | 17 | 12   |
| 6.º  | Leandro N. Alem          | 38   | 24 | 9  | 11 | 4  | 30 | 15 | 15   |
| 7.º  | Central Córdoba (R)      | 36   | 24 | 10 | 6  | 8  | 28 | 25 | 3    |
| 8.º  | J. J. de Urquiza         | 36   | 24 | 10 | 6  | 8  | 21 | 19 | 2    |
| 9.º  | Centro Español           | 34   | 24 | 10 | 4  | 10 | 26 | 23 | 3    |
| 10.º | Luján                    | 34   | 24 | 10 | 4  | 10 | 28 | 31 | −3   |
| 11.º | Claypole                 | 33   | 24 | 9  | 6  | 9  | 32 | 20 | 12   |
| 12.º | Victoriano Arenas        | 32   | 24 | 8  | 8  | 8  | 21 | 25 | −4   |
| 13.º | Juventud Unida           | 32   | 24 | 9  | 5  | 10 | 25 | 30 | −5   |
| 14.º | Muñiz                    | 32   | 24 | 9  | 5  | 10 | 26 | 33 | −7   |
| 15.º | Sportivo Barracas        | 32   | 24 | 9  | 5  | 10 | 22 | 29 | −7   |
| 16.º | Puerto Nuevo             | 31   | 24 | 7  | 10 | 7  | 22 | 25 | −3   |
| 17.º | Central Ballester        | 30   | 24 | 8  | 6  | 10 | 23 | 32 | −9   |
| 18.º | El Porvenir              | 28   | 24 | 6  | 10 | 8  | 13 | 15 | −2   |
| 19.º | Atlas                    | 27   | 24 | 7  | 6  | 11 | 22 | 29 | −7   |
| 20.º | Lugano                   | 26   | 24 | 6  | 8  | 10 | 24 | 38 | −14  |
| 21.º | Argentino de Rosario     | 24   | 24 | 6  | 6  | 12 | 27 | 29 | −2   |
| 22.º | Defensores de Cambaceres | 23   | 24 | 4  | 11 | 9  | 11 | 20 | −9   |
| 23.º | Yupanqui                 | 23   | 24 | 6  | 5  | 13 | 21 | 41 | −20  |
| 24.º | Mercedes                 | 19   | 24 | 4  | 7  | 13 | 13 | 28 | −15  |
| 25.º | Deportivo Paraguayo      | 14   | 24 | 2  | 8  | 14 | 18 | 37 | −19  |

|  | Ganador. Clasificó a la final por el ascenso y el título de campeón. |

#### Evolución de las posiciones
| Equipo / Fecha           | 1    | 2    | 3    | 4    | 5    | 6    | 7    | 8    | 9    | 10   | 11   | 12   | 13   | 14   | 15   | 16   | 17   | 18   | 19   | 20   | 21   | 22   | 23   | 24   | 25   |
| ------------------------ | ---- | ---- | ---- | ---- | ---- | ---- | ---- | ---- | ---- | ---- | ---- | ---- | ---- | ---- | ---- | ---- | ---- | ---- | ---- | ---- | ---- | ---- | ---- | ---- | ---- |
| Argentino de Rosario     | 16.º | 23.º | 18.º | 15.º | 15.º | 19.º | 20.º | 23.º | 24.º | 24.º | 24.º | 22.º | 22.º | 24.º | 21.º | 20.º | 22.º | 22.º | 22.º | 22.º | 22.º | 22.º | 22.º | 23.º | 21.º |
| Atlas                    | 1.º  | 8.º  | 3.º  | 7.º  | 10.º | 4.º  | 10.º | 4.º  | 5.º  | 4.º  | 3.º  | 4.º  | 4.º  | 6.º  | 10.º | 11.º | 9.º  | 11.º | 14.º | 15.º | 17.º | 17.º | 18.º | 19.º | 19.º |
| Berazategui              | 5.º  | 11.º | 10.º | 9.º  | 4.º  | 6.º  | 2.º  | 5.º  | 4.º  | 6.º  | 7.º  | 6.º  | 6.º  | 8.º  | 4.º  | 4.º  | 5.º  | 5.º  | 5.º  | 4.º  | 4.º  | 4.º  | 4.º  | 4.º  | 4.º  |
| Central Ballester        | 4.º  | 3.º  | 10.º | 17.º | 16.º | 13.º | 13.º | 15.º | 12.º | 8.º  | 11.º | 10.º | 13.º | 16.º | 18.º | 16.º | 12.º | 14.º | 17.º | 12.º | 10.º | 11.º | 14.º | 16.º | 17.º |
| Central Córdoba (R)      | 12.º | 3.º  | 14.º | 12.º | 14.º | 16.º | 15.º | 12.º | 13.º | 11.º | 14.º | 9.º  | 7.º  | 4.º  | 5.º  | 8.º  | 6.º  | 6.º  | 8.º  | 8.º  | 8.º  | 10.º | 6.º  | 10.º | 7.º  |
| Centro Español           | 12.º | 21.º | 10.º | 5.º  | 3.º  | 8.º  | 8.º  | 9.º  | 11.º | 13.º | 17.º | 12.º | 10.º | 11.º | 8.º  | 6.º  | 7.º  | 9.º  | 13.º | 9.º  | 11.º | 14.º | 11.º | 8.º  | 9.º  |
| Claypole                 | -    | 19.º | 21.º | 22.º | 22.º | 23.º | 22.º | 21.º | 22.º | 23.º | 19.º | 17.º | 14.º | 18.º | 13.º | 12.º | 15.º | 18.º | 18.º | 16.º | 12.º | 9.º  | 13.º | 15.º | 11.º |
| Defensores de Cambaceres | 5.º  | 18.º | 17.º | 14.º | 12.º | 12.º | 14.º | 14.º | 16.º | 17.º | 15.º | 16.º | 18.º | 13.º | 17.º | 18.º | 19.º | 19.º | 19.º | 21.º | 21.º | 21.º | 20.º | 20.º | 22.º |
| Deportivo Español        | 5.º  | 14.º | 4.º  | 2.º  | 5.º  | 1.º  | 1.º  | 1.º  | 2.º  | 1.º  | 2.º  | 2.º  | 2.º  | 2.º  | 3.º  | 2.º  | 3.º  | 3.º  | 3.º  | 3.º  | 2.º  | 3.º  | 2.º  | 2.º  | 2.º  |
| Deportivo Paraguayo      | 24.º | 25.º | 23.º | 25.º | 25.º | 25.º | 25.º | 25.º | 25.º | 25.º | 25.º | 25.º | 25.º | 25.º | 25.º | 25.º | 25.º | 25.º | 25.º | 25.º | 25.º | 25.º | 25.º | 25.º | 25.º |
| El Porvenir              | 16.º | 9.º  | 10.º | 18.º | 19.º | 16.º | 16.º | 18.º | 17.º | 20.º | 20.º | 23.º | 23.º | 22.º | 20.º | 21.º | 21.º | 20.º | 21.º | 20.º | 20.º | 19.º | 19.º | 18.º | 18.º |
| General Lamadrid         | 16.º | 14.º | 14.º | 5.º  | 9.º  | 5.º  | 7.º  | 11.º | 6.º  | 5.º  | 4.º  | 5.º  | 3.º  | 3.º  | 2.º  | 3.º  | 2.º  | 2.º  | 2.º  | 2.º  | 3.º  | 2.º  | 3.º  | 3.º  | 3.º  |
| Ituzaingó                | 5.º  | 5.º  | 7.º  | 4.º  | 1.º  | 2.º  | 5.º  | 6.º  | 7.º  | 10.º | 13.º | 13.º | 11.º | 12.º | 14.º | 13.º | 17.º | 10.º | 7.º  | 7.º  | 7.º  | 5.º  | 5.º  | 5.º  | 5.º  |
| J. J. de Urquiza         | 5.º  | 1.º  | 1.º  | 8.º  | 11.º | 14.º | 9.º  | 12.º | 15.º | 15.º | 10.º | 14.º | 17.º | 15.º | 12.º | 15.º | 10.º | 7.º  | 6.º  | 5.º  | 5.º  | 6.º  | 7.º  | 6.º  | 8.º  |
| Juventud Unida           | 15.º | 20.º | 22.º | 23.º | 23.º | 24.º | 23.º | 19.º | 18.º | 18.º | 21.º | 18.º | 16.º | 19.º | 15.º | 10.º | 11.º | 16.º | 15.º | 11.º | 9.º  | 7.º  | 9.º  | 11.º | 13.º |
| Leandro N. Alem          | 2.º  | 2.º  | 6.º  | 3.º  | 8.º  | 3.º  | 6.º  | 8.º  | 8.º  | 9.º  | 8.º  | 11.º | 15.º | 14.º | 16.º | 19.º | 16.º | 8.º  | 11.º | 14.º | 16.º | 13.º | 8.º  | 7.º  | 6.º  |
| Lugano                   | 24.º | 22.º | 24.º | 24.º | 24.º | 22.º | 19.º | 22.º | 20.º | 19.º | 18.º | 21.º | 21.º | 23.º | 24.º | 24.º | 24.º | 24.º | 24.º | 23.º | 23.º | 23.º | 23.º | 21.º | 20.º |
| Luján                    | 2.º  | 13.º | 4.º  | 11.º | 7.º  | 11.º | 12.º | 7.º  | 9.º  | 7.º  | 6.º  | 7.º  | 8.º  | 5.º  | 6.º  | 7.º  | 8.º  | 12.º | 9.º  | 10.º | 13.º | 11.º | 12.º | 9.º  | 10.º |
| Mercedes                 | 16.º | 16.º | 16.º | 12.º | 17.º | 15.º | 17.º | 16.º | 19.º | 21.º | 22.º | 20.º | 20.º | 20.º | 22.º | 22.º | 23.º | 23.º | 23.º | 24.º | 24.º | 24.º | 24.º | 24.º | 24.º |
| Muñiz                    | 23.º | 12.º | 20.º | 20.º | 13.º | 10.º | 4.º  | 3.º  | 1.º  | 3.º  | 5.º  | 3.º  | 5.º  | 7.º  | 7.º  | 5.º  | 4.º  | 4.º  | 4.º  | 6.º  | 6.º  | 8.º  | 10.º | 13.º | 14.º |
| Puerto Nuevo             | 16.º | 16.º | 19.º | 19.º | 20.º | 18.º | 18.º | 20.º | 14.º | 14.º | 9.º  | 8.º  | 9.º  | 10.º | 9.º  | 9.º  | 14.º | 13.º | 12.º | 17.º | 18.º | 18.º | 17.º | 14.º | 16.º |
| Real Pilar               | 5.º  | 5.º  | 8.º  | 10.º | 6.º  | 9.º  | 3.º  | 2.º  | 3.º  | 2.º  | 1.º  | 1.º  | 1.º  | 1.º  | 1.º  | 1.º  | 1.º  | 1.º  | 1.º  | 1.º  | 1.º  | 1.º  | 1.º  | 1.º  | 1.º  |
| Sportivo Barracas        | 16.º | 9.º  | 9.º  | 16.º | 18.º | 20.º | 21.º | 17.º | 21.º | 16.º | 12.º | 15.º | 12.º | 9.º  | 11.º | 14.º | 18.º | 17.º | 10.º | 13.º | 15.º | 16.º | 16.º | 17.º | 15.º |
| Victoriano Arenas        | 5.º  | 5.º  | 2.º  | 1.º  | 2.º  | 7.º  | 11.º | 10.º | 10.º | 12.º | 16.º | 19.º | 19.º | 17.º | 19.º | 17.º | 13.º | 15.º | 16.º | 18.º | 14.º | 15.º | 15.º | 12.º | 12.º |
| Yupanqui                 | 16.º | 24.º | 25.º | 21.º | 21.º | 21.º | 24.º | 24.º | 23.º | 22.º | 23.º | 24.º | 24.º | 21.º | 23.º | 23.º | 20.º | 21.º | 20.º | 19.º | 19.º | 20.º | 21.º | 22.º | 23.º |

| 1. 2. |

### Resultados
| Fecha 1                  | Fecha 1   | Fecha 1             | Fecha 1               | Fecha 1    | Fecha 1 |
| Local                    | Resultado | Visitante           | Estadio               | Fecha      | Hora    |
| ------------------------ | --------- | ------------------- | --------------------- | ---------- | ------- |
| Leandro N. Alem          | 2 - 0     | Lugano              | Nueva España          | 6 de julio | 15:00   |
| Victoriano Arenas        | 1 - 0     | Puerto Nuevo        | Saturnino Moure       | 6 de julio | 15:00   |
| Argentino de Rosario     | 0 - 1     | Ituzaingó           | José Martín Olaeta    | 6 de julio | 15:00   |
| Real Pilar               | 1 - 0     | El Porvenir         | Carlos Barraza        | 6 de julio | 15:00   |
| J. J. de Urquiza         | 1 - 0     | Sportivo Barracas   | Ramón Roque Martín    | 6 de julio | 15:00   |
| Central Ballester        | 2 - 1     | Juventud Unida      | Predio Cacique        | 7 de julio | 15:00   |
| Deportivo Español        | 1 - 0     | Mercedes            | Nueva España          | 7 de julio | 15:00   |
| Defensores de Cambaceres | 1 - 0     | General Lamadrid    | 12 de Octubre         | 7 de julio | 15:00   |
| Yupanqui                 | 0 - 1     | Berazategui         | Ciudad Evita          | 7 de julio | 15:00   |
| Centro Español           | 0 - 0     | Central Córdoba (R) | Carlos Alberto Sacaan | 8 de julio | 15:00   |
| Atlas                    | 4 - 2     | Muñiz               | Ricardo Puga          | 8 de julio | 15:00   |
| Deportivo Paraguayo      | 0 - 2     | Luján               | Juan Antonio Arias    | 8 de julio | 15:00   |
| Libre: Claypole          |           |                     |                       |            |         |

| Fecha 2             | Fecha 2   | Fecha 2                  | Fecha 2                    | Fecha 2     | Fecha 2 |
| Local               | Resultado | Visitante                | Estadio                    | Fecha       | Hora    |
| ------------------- | --------- | ------------------------ | -------------------------- | ----------- | ------- |
| Luján               | 1 - 3     | J. J. de Urquiza         | 1.º de Abril               | 13 de julio | 15:00   |
| Ituzaingó           | 0 - 0     | Real Pilar               | Carlos Sacaan              | 13 de julio | 15:00   |
| Lugano              | 0 - 0     | Victoriano Arenas        | José María Moraños         | 13 de julio | 15:00   |
| Puerto Nuevo        | 1 - 0     | Centro Español           | Rubén Carlos Vallejos      | 13 de julio | 15:00   |
| Central Córdoba (R) | 2 - 1     | Deportivo Español        | Gabino Sosa                | 13 de julio | 15:00   |
| El Porvenir         | 2 - 0     | Deportivo Paraguayo      | Gildo Francisco Ghersinich | 14 de julio | 13:00   |
| Claypole            | 0 - 0     | Central Ballester        | Rodolfo Capocasa           | 14 de julio | 15:00   |
| Juventud Unida      | 2 - 2     | Leandro N. Alem          | Ciudad de San Miguel       | 14 de julio | 15:00   |
| Mercedes            | 1 - 0     | Atlas                    | Liga Mercedina             | 14 de julio | 15:00   |
| Muñiz               | 2 - 0     | Defensores de Cambaceres | Ricardo Puga               | 14 de julio | 15:00   |
| General Lamadrid    | 2 - 1     | Argentino de Rosario     | Enrique Sexto              | 14 de julio | 15:00   |
| Sportivo Barracas   | 2 - 0     | Yupanqui                 | Nuevo Francisco Urbano     | 15 de julio | 15:00   |
| Libre: Berazategui  |           |                          |                            |             |         |

| Fecha 3                  | Fecha 3   | Fecha 3             | Fecha 3            | Fecha 3     | Fecha 3 |
| Local                    | Resultado | Visitante           | Estadio            | Fecha       | Hora    |
| ------------------------ | --------- | ------------------- | ------------------ | ----------- | ------- |
| Centro Español           | 2 - 0     | Lugano              | Ciudad de Libertad | 19 de julio | 15:00   |
| Deportivo Español        | 3 - 2     | Puerto Nuevo        | Nueva España       | 19 de julio | 15:00   |
| Berazategui              | 1 - 1     | Sportivo Barracas   | Norman Lee         | 20 de julio | 13:00   |
| Leandro N. Alem          | 1 - 1     | Claypole            | Leandro N. Alem    | 20 de julio | 15:00   |
| Victoriano Arenas        | 2 - 1     | Juventud Unida      | Saturnino Moure    | 20 de julio | 15:00   |
| Defensores de Cambaceres | 0 - 0     | Mercedes            | 12 de Octubre      | 20 de julio | 15:00   |
| Argentino de Rosario     | 3 - 0     | Muñiz               | José Martín Olaeta | 20 de julio | 15:00   |
| Real Pilar               | 0 - 0     | General Lamadrid    | Carlos Barraza     | 20 de julio | 15:00   |
| Yupanqui                 | 1 - 2     | Luján               | Ciudad Evita       | 20 de julio | 15:00   |
| Deportivo Paraguayo      | 1 - 1     | Ituzaingó           | José María Moraños | 21 de julio | 15:00   |
| J. J. de Urquiza         | 0 - 0     | El Porvenir         | Ramón Roque Martín | 21 de julio | 15:00   |
| Atlas                    | 1 - 0     | Central Córdoba (R) | Ricardo Puga       | 21 de julio | 15:00   |
| Libre: Central Ballester |           |                     |                    |             |         |

| Fecha 4                  | Fecha 4   | Fecha 4                  | Fecha 4                    | Fecha 4     | Fecha 4 |
| Local                    | Resultado | Visitante                | Estadio                    | Fecha       | Hora    |
| ------------------------ | --------- | ------------------------ | -------------------------- | ----------- | ------- |
| Central Córdoba (R)      | 0 - 0     | Defensores de Cambaceres | Gabino Sosa                | 26 de julio | 15:00   |
| El Porvenir              | 0 - 1     | Yupanqui                 | Gildo Francisco Ghersinich | 27 de julio | 15:00   |
| General Lamadrid         | 3 - 0     | Deportivo Paraguayo      | Enrique Sexto              | 27 de julio | 15:00   |
| Muñiz                    | 1 - 1     | Real Pilar               | Ricardo Puga               | 27 de julio | 15:00   |
| Mercedes                 | 1 - 1     | Argentino de Rosario     | Liga Mercedina             | 27 de julio | 15:00   |
| Puerto Nuevo             | 0 - 0     | Atlas                    | Rubén Carlos Vallejos      | 27 de julio | 15:00   |
| Luján                    | 0 - 1     | Berazategui              | 1.º de Abril               | 28 de julio | 13:05   |
| Ituzaingó                | 1 - 0     | J. J. de Urquiza         | Carlos Sacaan              | 28 de julio | 15:00   |
| Lugano                   | 1 - 2     | Deportivo Español        | José María Moraños         | 28 de julio | 15:00   |
| Juventud Unida           | 1 - 3     | Centro Español           | Ciudad de San Miguel       | 28 de julio | 15:00   |
| Claypole                 | 0 - 1     | Victoriano Arenas        | Rodolfo Capocasa           | 28 de julio | 15:00   |
| Central Ballester        | 1 - 2     | Leandro N. Alem          | Predio Cacique             | 28 de julio | 15:00   |
| Libre: Sportivo Barracas |           |                          |                            |             |         |

| Fecha 5                  | Fecha 5   | Fecha 5             | Fecha 5                | Fecha 5     | Fecha 5 |
| Local                    | Resultado | Visitante           | Estadio                | Fecha       | Hora    |
| ------------------------ | --------- | ------------------- | ---------------------- | ----------- | ------- |
| Centro Español           | 1 - 0     | Claypole            | Ciudad de Libertad     | 2 de agosto | 15:00   |
| Victoriano Arenas        | 1 - 1     | Central Ballester   | Saturnino Moure        | 3 de agosto | 15:00   |
| Deportivo Español        | 1 - 1     | Juventud Unida      | Nueva España           | 3 de agosto | 15:00   |
| Defensores de Cambaceres | 3 - 2     | Puerto Nuevo        | 12 de Octubre          | 3 de agosto | 15:00   |
| Argentino de Rosario     | 1 - 1     | Central Córdoba (R) | José Martín Olaeta     | 3 de agosto | 15:00   |
| Real Pilar               | 1 - 0     | Mercedes            | Carlos Barraza         | 3 de agosto | 15:00   |
| J. J. de Urquiza         | 0 - 0     | General Lamadrid    | Ramón Roque Martín     | 3 de agosto | 15:00   |
| Yupanqui                 | 3 - 4     | Ituzaingó           | Ciudad Evita           | 4 de agosto | 15:00   |
| Berazategui              | 2 - 1     | El Porvenir         | Norman Lee             | 4 de agosto | 15:00   |
| Sportivo Barracas        | 1 - 2     | Luján               | Nuevo Francisco Urbano | 4 de agosto | 15:00   |
| Deportivo Paraguayo      | 0 - 2     | Muñiz               | José María Moraños     | 5 de agosto | 15:00   |
| Atlas                    | 1 - 1     | Lugano              | Argentino de Merlo     | 5 de agosto | 15:00   |
| Libre: Leandro N. Alem   |           |                     |                        |             |         |

| Fecha 6             | Fecha 6   | Fecha 6                  | Fecha 6                    | Fecha 6      | Fecha 6 |
| Local               | Resultado | Visitante                | Estadio                    | Fecha        | Hora    |
| ------------------- | --------- | ------------------------ | -------------------------- | ------------ | ------- |
| General Lamadrid    | 2 - 1     | Yupanqui                 | Enrique Sexto              | 9 de agosto  | 15:00   |
| Muñiz               | 1 - 0     | J. J. de Urquiza         | Ricardo Puga               | 9 de agosto  | 15:00   |
| Central Córdoba (R) | 1 - 1     | Real Pilar               | Gabino Sosa                | 9 de agosto  | 15:00   |
| Claypole            | 0 - 2     | Deportivo Español        | Rodolfo Capocasa           | 9 de agosto  | 15:00   |
| Lugano              | 1 - 1     | Defensores de Cambaceres | José María Moraños         | 9 de agosto  | 15:00   |
| Juventud Unida      | 0 - 2     | Atlas                    | Ciudad de San Miguel       | 9 de agosto  | 15:00   |
| El Porvenir         | 1 - 0     | Sportivo Barracas        | Gildo Francisco Ghersinich | 9 de agosto  | 15:00   |
| Ituzaingó           | 1 - 1     | Berazategui              | Carlos Sacaan              | 9 de agosto  | 19:00   |
| Leandro N. Alem     | 3 - 0     | Victoriano Arenas        | Leandro N. Alem            | 10 de agosto | 11:00   |
| Central Ballester   | 1 - 0     | Centro Español           | Predio Cacique             | 10 de agosto | 15:00   |
| Puerto Nuevo        | 2 - 1     | Argentino de Rosario     | Rubén Carlos Vallejos      | 10 de agosto | 15:00   |
| Mercedes            | 2 - 1     | Deportivo Paraguayo      | Liga Mercedina             | 10 de agosto | 15:00   |
| Libre: Luján        |           |                          |                            |              |         |

| Fecha 7                  | Fecha 7   | Fecha 7             | Fecha 7            | Fecha 7      | Fecha 7 |
| Local                    | Resultado | Visitante           | Estadio            | Fecha        | Hora    |
| ------------------------ | --------- | ------------------- | ------------------ | ------------ | ------- |
| Centro Español           | 1 - 1     | Leandro N. Alem     | Ciudad de Libertad | 13 de agosto | 15:00   |
| Sportivo Barracas        | 1 - 1     | Ituzaingó           | Tres de Febrero    | 13 de agosto | 15:00   |
| Berazategui              | 2 - 1     | General Lamadrid    | Norman Lee         | 13 de agosto | 15:00   |
| Yupanqui                 | 0 - 4     | Muñiz               | Ciudad Evita       | 13 de agosto | 15:00   |
| J. J. de Urquiza         | 2 - 1     | Mercedes            | Ramón Roque Martín | 13 de agosto | 15:00   |
| Deportivo Paraguayo      | 1 - 1     | Central Córdoba (R) | José María Moraños | 13 de agosto | 15:00   |
| Real Pilar               | 3 - 0     | Puerto Nuevo        | Carlos Barraza     | 13 de agosto | 15:00   |
| Argentino de Rosario     | 0 - 1     | Lugano              | José Martín Olaeta | 13 de agosto | 15:00   |
| Defensores de Cambaceres | 0 - 2     | Juventud Unida      | 12 de Octubre      | 13 de agosto | 15:00   |
| Atlas                    | 0 - 3     | Claypole            | Ricardo Puga       | 13 de agosto | 15:00   |
| Deportivo Español        | 1 - 1     | Central Ballester   | Nueva España       | 13 de agosto | 15:00   |
| Luján                    | 0 - 0     | El Porvenir         | 1.º de Abril       | 13 de agosto | 15:00   |
| Libre: Victoriano Arenas |           |                     |                    |              |         |

| Fecha 8             | Fecha 8   | Fecha 8                  | Fecha 8               | Fecha 8      | Fecha 8 |
| Local               | Resultado | Visitante                | Estadio               | Fecha        | Hora    |
| ------------------- | --------- | ------------------------ | --------------------- | ------------ | ------- |
| Ituzaingó           | 0 - 1     | Luján                    | Carlos Sacaan         | 17 de agosto | 15:00   |
| Leandro N. Alem     | 0 - 1     | Deportivo Español        | Leandro N. Alem       | 17 de agosto | 15:00   |
| Central Ballester   | 0 - 2     | Atlas                    | Predio Cacique        | 17 de agosto | 15:00   |
| Claypole            | 2 - 2     | Defensores de Cambaceres | Rodolfo Capocasa      | 17 de agosto | 15:00   |
| Lugano              | 0 - 4     | Real Pilar               | José María Moraños    | 17 de agosto | 15:00   |
| Central Córdoba (R) | 1 - 0     | J. J. de Urquiza         | Gabino Sosa           | 17 de agosto | 15:00   |
| Mercedes            | 0 - 0     | Yupanqui                 | Liga Mercedina        | 17 de agosto | 15:00   |
| Puerto Nuevo        | 0 - 0     | Deportivo Paraguayo      | Rubén Carlos Vallejos | 18 de agosto | 15:00   |
| Juventud Unida      | 2 - 0     | Argentino de Rosario     | Ciudad de San Miguel  | 18 de agosto | 15:00   |
| Victoriano Arenas   | 1 - 1     | Centro Español           | Saturnino Moure       | 18 de agosto | 15:00   |
| Muñiz               | 1 - 0     | Berazategui              | Ricardo Puga          | 19 de agosto | 15:00   |
| General Lamadrid    | 0 - 1     | Sportivo Barracas        | Enrique Sexto         | 19 de agosto | 15:00   |
| Libre: El Porvenir  |           |                          |                       |              |         |

| Fecha 9                  | Fecha 9   | Fecha 9             | Fecha 9                    | Fecha 9      | Fecha 9 |
| Local                    | Resultado | Visitante           | Estadio                    | Fecha        | Hora    |
| ------------------------ | --------- | ------------------- | -------------------------- | ------------ | ------- |
| Deportivo Español        | 0 - 0     | Victoriano Arenas   | Nueva España               | 23 de agosto | 15:00   |
| El Porvenir              | 0 - 0     | Ituzaingó           | Gildo Francisco Ghersinich | 24 de agosto | 14:00   |
| Argentino de Rosario     | 2 - 2     | Claypole            | José Martín Olaeta         | 24 de agosto | 15:00   |
| Real Pilar               | 1 - 1     | Juventud Unida      | Carlos Barraza             | 24 de agosto | 15:00   |
| Deportivo Paraguayo      | 1 - 2     | Lugano              | José María Moraños         | 24 de agosto | 15:00   |
| Yupanqui                 | 2 - 1     | Central Córdoba (R) | Ciudad Evita               | 24 de agosto | 15:00   |
| Berazategui              | 2 - 0     | Mercedes            | Norman Lee                 | 24 de agosto | 15:00   |
| Luján                    | 1 - 3     | General Lamadrid    | 1.º de Abril               | 24 de agosto | 15:00   |
| Defensores de Cambaceres | 0 - 1     | Central Ballester   | 12 de Octubre              | 25 de agosto | 15:00   |
| J. J. de Urquiza         | 0 - 3     | Puerto Nuevo        | Ramón Roque Martín         | 25 de agosto | 15:00   |
| Atlas                    | 0 - 0     | Leandro N. Alem     | Ricardo Puga               | 26 de agosto | 15:00   |
| Sportivo Barracas        | 0 - 1     | Muñiz               | Tres de Febrero            | 26 de agosto | 15:00   |
| Libre: Centro Español    |           |                     |                            |              |         |

| Fecha 10            | Fecha 10  | Fecha 10                 | Fecha 10              | Fecha 10        | Fecha 10 |
| Local               | Resultado | Visitante                | Estadio               | Fecha           | Hora     |
| ------------------- | --------- | ------------------------ | --------------------- | --------------- | -------- |
| Centro Español      | 1 - 2     | Deportivo Español        | Ciudad de Libertad    | 30 de agosto    | 15:00    |
| Juventud Unida      | 1 - 1     | Deportivo Paraguayo      | Carlos Barraza        | 31 de agosto    | 15:00    |
| Victoriano Arenas   | 0 - 2     | Atlas                    | Saturnino Moure       | 31 de agosto    | 15:00    |
| Mercedes            | 0 - 2     | Sportivo Barracas        | Liga Mercedina        | 31 de agosto    | 15:00    |
| Puerto Nuevo        | 0 - 0     | Yupanqui                 | Rubén Carlos Vallejos | 31 de agosto    | 15:00    |
| Central Ballester   | 1 - 0     | Argentino de Rosario     | Predio Cacique        | 31 de agosto    | 15:00    |
| Claypole            | 0 - 1     | Real Pilar               | Rodolfo Capocasa      | 31 de agosto    | 15:00    |
| Central Córdoba (R) | 2 - 1     | Berazategui              | Gabino Sosa           | 1 de septiembre | 15:00    |
| Muñiz               | 0 - 1     | Luján                    | Ricardo Puga          | 2 de septiembre | 15:00    |
| General Lamadrid    | 3 - 1     | El Porvenir              | Enrique Sexto         | 2 de septiembre | 15:00    |
| Lugano              | 2 - 2     | J. J. de Urquiza         | José María Moraños    | 3 de septiembre | 15:00    |
| Leandro N. Alem     | 0 - 0     | Defensores de Cambaceres | Leandro N. Alem       | 3 de septiembre | 15:05    |
| Libre: Ituzaingó    |           |                          |                       |                 |          |

| Fecha 11                 | Fecha 11  | Fecha 11            | Fecha 11                   | Fecha 11        | Fecha 11 |
| Local                    | Resultado | Visitante           | Estadio                    | Fecha           | Hora     |
| ------------------------ | --------- | ------------------- | -------------------------- | --------------- | -------- |
| Ituzaingó                | 1 - 2     | General Lamadrid    | Carlos Sacaan              | 6 de septiembre | 19:00    |
| Berazategui              | 2 - 3     | Puerto Nuevo        | Norman Lee                 | 7 de septiembre | 15:00    |
| Luján                    | 2 - 0     | Mercedes            | 1.º de Abril               | 7 de septiembre | 15:00    |
| El Porvenir              | 0 - 0     | Muñiz               | Gildo Francisco Ghersinich | 7 de septiembre | 15:00    |
| Atlas                    | 1 - 0     | Centro Español      | Ricardo Puga               | 7 de septiembre | 15:00    |
| Argentino de Rosario     | 0 - 0     | Leandro N. Alem     | José Martín Olaeta         | 7 de septiembre | 15:00    |
| Real Pilar               | 3 - 0     | Central Ballester   | Carlos Barraza             | 7 de septiembre | 15:00    |
| Deportivo Paraguayo      | 0 - 2     | Claypole            | José María Moraños         | 7 de septiembre | 15:00    |
| Sportivo Barracas        | 2 - 1     | Central Córdoba (R) | Tres de Febrero            | 8 de septiembre | 15:00    |
| Defensores de Cambaceres | 2 - 0     | Victoriano Arenas   | 12 de Octubre              | 8 de septiembre | 15:00    |
| J. J. de Urquiza         | 2 - 0     | Juventud Unida      | Ramón Roque Martín         | 8 de septiembre | 15:00    |
| Yupanqui                 | 0 - 0     | Lugano              | Ciudad Evita               | 8 de septiembre | 15:00    |
| Libre: Deportivo Español |           |                     |                            |                 |          |

| Fecha 12                | Fecha 12  | Fecha 12                 | Fecha 12              | Fecha 12         | Fecha 12 |
| Local                   | Resultado | Visitante                | Estadio               | Fecha            | Hora     |
| ----------------------- | --------- | ------------------------ | --------------------- | ---------------- | -------- |
| Victoriano Arenas       | 1 - 3     | Argentino de Rosario     | Saturnino Moure       | 11 de septiembre | 15:00    |
| Centro Español          | 2 - 0     | Defensores de Cambaceres | Ciudad de Libertad    | 11 de septiembre | 15:00    |
| Muñiz                   | 0 - 0     | Ituzaingó                | Ricardo Puga          | 11 de septiembre | 15:00    |
| Central Ballester       | 0 - 0     | Deportivo Paraguayo      | Predio Cacique        | 11 de septiembre | 15:00    |
| Claypole                | 3 - 0     | J. J. de Urquiza         | Rodolfo Capocasa      | 11 de septiembre | 15:00    |
| Juventud Unida          | 1 - 0     | Yupanqui                 | Ciudad de San Miguel  | 11 de septiembre | 15:00    |
| Lugano                  | 1 - 3     | Berazategui              | José María Moraños    | 11 de septiembre | 15:00    |
| Central Córdoba (R)     | 3 - 1     | Luján                    | Gabino Sosa           | 11 de septiembre | 15:00    |
| Deportivo Español       | 1 - 0     | Atlas                    | Nueva España          | 11 de septiembre | 15:00    |
| Puerto Nuevo            | 2 - 0     | Sportivo Barracas        | Rubén Carlos Vallejos | 11 de septiembre | 15:00    |
| Mercedes                | 1 - 0     | El Porvenir              | Liga Mercedina        | 11 de septiembre | 16:30    |
| Leandro N. Alem         | 0 - 1     | Real Pilar               | Leandro N. Alem       | 12 de septiembre | 15:00    |
| Libre: General Lamadrid |           |                          |                       |                  |          |

| Fecha 13                 | Fecha 13  | Fecha 13            | Fecha 13                   | Fecha 13         | Fecha 13 |
| Local                    | Resultado | Visitante           | Estadio                    | Fecha            | Hora     |
| ------------------------ | --------- | ------------------- | -------------------------- | ---------------- | -------- |
| Defensores de Cambaceres | 0 - 0     | Deportivo Español   | 12 de Octubre              | 14 de septiembre | 15:00    |
| Berazategui              | 0 - 1     | Juventud Unida      | Norberto Tomaghello        | 14 de septiembre | 15:00    |
| General Lamadrid         | 4 - 1     | Muñiz               | Enrique Sexto              | 14 de septiembre | 15:00    |
| Argentino de Rosario     | 2 - 3     | Centro Español      | José Martín Olaeta         | 14 de septiembre | 15:00    |
| El Porvenir              | 0 - 1     | Central Córdoba (R) | Gildo Francisco Ghersinich | 15 de septiembre | 15:00    |
| J. J. de Urquiza         | 2 - 2     | Central Ballester   | Ramón Roque Martín         | 15 de septiembre | 15:00    |
| Yupanqui                 | 0 - 3     | Claypole            | Ciudad Evita               | 15 de septiembre | 15:00    |
| Luján                    | 0 - 0     | Puerto Nuevo        | 1.º de Abril               | 15 de septiembre | 15:00    |
| Sportivo Barracas        | 2 - 1     | Lugano              | Tres de Febrero            | 16 de septiembre | 15:00    |
| Deportivo Paraguayo      | 2 - 2     | Leandro N. Alem     | José María Moraños         | 16 de septiembre | 15:00    |
| Real Pilar               | 0 - 0     | Victoriano Arenas   | Carlos Barraza             | 16 de septiembre | 15:00    |
| Ituzaingó                | 2 - 1     | Mercedes            | Carlos Sacaan              | 16 de septiembre | 19:00    |
| Libre: Atlas             |           |                     |                            |                  |          |

| Fecha 14            | Fecha 14  | Fecha 14                 | Fecha 14              | Fecha 14         | Fecha 14 |
| Local               | Resultado | Visitante                | Estadio               | Fecha            | Hora     |
| ------------------- | --------- | ------------------------ | --------------------- | ---------------- | -------- |
| Central Ballester   | 0 - 1     | Yupanqui                 | Predio Cacique        | 21 de septiembre | 11:00    |
| Leandro N. Alem     | 0 - 0     | J. J. de Urquiza         | Leandro N. Alem       | 21 de septiembre | 15:00    |
| Lugano              | 1 - 3     | Luján                    | José María Moraños    | 21 de septiembre | 15:00    |
| Puerto Nuevo        | 1 - 1     | El Porvenir              | Rubén Carlos Vallejos | 21 de septiembre | 15:00    |
| Victoriano Arenas   | 1 - 0     | Deportivo Paraguayo      | Saturnino Moure       | 21 de septiembre | 15:00    |
| Central Córdoba (R) | 1 - 0     | Ituzaingó                | Gabino Sosa           | 22 de septiembre | 15:00    |
| Juventud Unida      | 0 - 2     | Sportivo Barracas        | Carlos Barraza        | 22 de septiembre | 15:00    |
| Centro Español      | 0 - 2     | Real Pilar               | Ciudad de Libertad    | 23 de septiembre | 15:00    |
| Atlas               | 0 - 1     | Defensores de Cambaceres | Ricardo Puga          | 23 de septiembre | 15:00    |
| Mercedes            | 0 - 3     | General Lamadrid         | Liga Mercedina        | 23 de septiembre | 16:30    |
| Claypole            | 0 - 2     | Berazategui              | Rodolfo Capocasa      | 24 de septiembre | 15:00    |
| Deportivo Español   | 3 - 1     | Argentino de Rosario     | Nueva España          | 24 de septiembre | 15:00    |
| Libre: Muñiz        |           |                          |                       |                  |          |

| Fecha 15                        | Fecha 15  | Fecha 15            | Fecha 15                   | Fecha 15         | Fecha 15 |
| Local                           | Resultado | Visitante           | Estadio                    | Fecha            | Hora     |
| ------------------------------- | --------- | ------------------- | -------------------------- | ---------------- | -------- |
| Ituzaingó                       | 0 - 0     | Puerto Nuevo        | Carlos Sacaan              | 27 de septiembre | 19:30    |
| Real Pilar                      | 1 - 0     | Deportivo Español   | Carlos Barraza             | 28 de septiembre | 13:30    |
| Argentino de Rosario            | 3 - 0     | Atlas               | José Martín Olaeta         | 28 de septiembre | 15:00    |
| Deportivo Paraguayo             | 0 - 1     | Centro Español      | José María Moraños         | 28 de septiembre | 15:00    |
| General Lamadrid                | 1 - 0     | Central Córdoba (R) | Enrique Sexto              | 28 de septiembre | 15:00    |
| Yupanqui                        | 2 - 2     | Leandro N. Alem     | Ciudad Evita               | 28 de septiembre | 15:00    |
| El Porvenir                     | 1 - 0     | Lugano              | Gildo Francisco Ghersinich | 28 de septiembre | 15:00    |
| Sportivo Barracas               | 0 - 5     | Claypole            | Nuevo Francisco Urbano     | 29 de septiembre | 15:00    |
| Berazategui                     | 2 - 1     | Central Ballester   | Norberto Tomaghello        | 29 de septiembre | 15:00    |
| J. J. de Urquiza                | 1 - 0     | Victoriano Arenas   | Ramón Roque Martín         | 29 de septiembre | 15:00    |
| Luján                           | 1 - 2     | Juventud Unida      | 1.º de Abril               | 30 de septiembre | 15:00    |
| Muñiz                           | 0 - 0     | Mercedes            | Ricardo Puga               | 30 de septiembre | 15:00    |
| Libre: Defensores de Cambaceres |           |                     |                            |                  |          |

| Fecha 16                 | Fecha 16  | Fecha 16             | Fecha 16              | Fecha 16     | Fecha 16 |
| Local                    | Resultado | Visitante            | Estadio               | Fecha        | Hora     |
| ------------------------ | --------- | -------------------- | --------------------- | ------------ | -------- |
| Deportivo Español        | 2 - 0     | Deportivo Paraguayo  | Nueva España          | 4 de octubre | 15:00    |
| Centro Español           | 1 - 0     | J. J. de Urquiza     | Ciudad de Libertad    | 4 de octubre | 15:00    |
| Lugano                   | 1 - 1     | Ituzaingó            | José María Moraños    | 5 de octubre | 15:00    |
| Victoriano Arenas        | 3 - 0     | Yupanqui             | Saturnino Moure       | 5 de octubre | 15:00    |
| Central Córdoba (R)      | 2 - 3     | Muñiz                | Gabino Sosa           | 6 de octubre | 15:00    |
| Defensores de Cambaceres | 0 - 0     | Argentino de Rosario | 12 de Octubre         | 6 de octubre | 15:00    |
| Central Ballester        | 1 - 0     | Sportivo Barracas    | Predio Cacique        | 6 de octubre | 15:00    |
| Juventud Unida           | 1 - 0     | El Porvenir          | Ciudad de San Miguel  | 6 de octubre | 15:00    |
| Puerto Nuevo             | 1 - 1     | General Lamadrid     | Rubén Carlos Vallejos | 6 de octubre | 15:00    |
| Claypole                 | 1 - 1     | Luján                | Rodolfo Capocasa      | 7 de octubre | 15:00    |
| Atlas                    | 0 - 1     | Real Pilar           | Ricardo Puga          | 7 de octubre | 15:00    |
| Leandro N. Alem          | 0 - 1     | Berazategui          | Leandro N. Alem       | 8 de octubre | 15:00    |
| Libre: Mercedes          |           |                      |                       |              |          |

| Fecha 17                    | Fecha 17  | Fecha 17                 | Fecha 17                   | Fecha 17      | Fecha 17 |
| Local                       | Resultado | Visitante                | Estadio                    | Fecha         | Hora     |
| --------------------------- | --------- | ------------------------ | -------------------------- | ------------- | -------- |
| Yupanqui                    | 2 - 1     | Centro Español           | Ciudad Evita               | 11 de octubre | 11:00    |
| Ituzaingó                   | 1 - 1     | Juventud Unida           | Carlos Sacaan              | 11 de octubre | 19:00    |
| Deportivo Paraguayo         | 1 - 3     | Atlas                    | José María Moraños         | 12 de octubre | 15:00    |
| Luján                       | 2 - 3     | Central Ballester        | 1.º de Abril               | 12 de octubre | 15:00    |
| General Lamadrid            | 5 - 0     | Lugano                   | Enrique Sexto              | 12 de octubre | 15:00    |
| Mercedes                    | 0 - 1     | Central Córdoba (R)      | Liga Mercedina             | 12 de octubre | 18:00    |
| El Porvenir                 | 0 - 0     | Claypole                 | Gildo Francisco Ghersinich | 13 de octubre | 15:00    |
| Real Pilar                  | 1 - 0     | Defensores de Cambaceres | Carlos Barraza             | 13 de octubre | 15:00    |
| J. J. de Urquiza            | 3 - 1     | Deportivo Español        | Ramón Roque Martín         | 13 de octubre | 15:00    |
| Sportivo Barracas           | 0 - 2     | Leandro N. Alem          | Tres de Febrero            | 13 de octubre | 15:00    |
| Muñiz                       | 1 - 0     | Puerto Nuevo             | Ricardo Puga               | 13 de octubre | 15:00    |
| Berazategui                 | 0 - 1     | Victoriano Arenas        | Norberto Tomaghello        | 14 de octubre | 15:00    |
| Libre: Argentino de Rosario |           |                          |                            |               |          |

| Fecha 18                         | Fecha 18  | Fecha 18            | Fecha 18              | Fecha 18      | Fecha 18 |
| Local                            | Resultado | Visitante           | Estadio               | Fecha         | Hora     |
| -------------------------------- | --------- | ------------------- | --------------------- | ------------- | -------- |
| Lugano                           | 1 - 2     | Muñiz               | José María Moraños    | 19 de octubre | 15:00    |
| Juventud Unida                   | 0 - 2     | General Lamadrid    | Ciudad de San Miguel  | 19 de octubre | 15:00    |
| Claypole                         | 1 - 2     | Ituzaingó           | Rodolfo Capocasa      | 19 de octubre | 15:00    |
| Atlas                            | 0 - 1     | J. J. de Urquiza    | Ricardo Puga          | 19 de octubre | 15:00    |
| Centro Español                   | 0 - 1     | Berazategui         | Carlos Sacaan         | 19 de octubre | 15:00    |
| Leandro N. Alem                  | 2 - 0     | Luján               | Leandro N. Alem       | 20 de octubre | 15:00    |
| Puerto Nuevo                     | 2 - 2     | Mercedes            | Rubén Carlos Vallejos | 20 de octubre | 15:00    |
| Defensores de Cambaceres         | 0 - 0     | Deportivo Paraguayo | 12 de Octubre         | 21 de octubre | 15:00    |
| Victoriano Arenas                | 0 - 1     | Sportivo Barracas   | Saturnino Moure       | 21 de octubre | 15:00    |
| Central Ballester                | 0 - 1     | El Porvenir         | Predio Cacique        | 21 de octubre | 15:00    |
| Argentino de Rosario             | 0 - 1     | Real Pilar          | José Martín Olaeta    | 21 de octubre | 15:00    |
| Deportivo Español                | 0 - 0     | Yupanqui            | Nueva España          | 21 de octubre | 15:00    |
| Libre: Central Córdoba (Rosario) |           |                     |                       |               |          |

| Fecha 19            | Fecha 19  | Fecha 19                 | Fecha 19                   | Fecha 19      | Fecha 19 |
| Local               | Resultado | Visitante                | Estadio                    | Fecha         | Hora     |
| ------------------- | --------- | ------------------------ | -------------------------- | ------------- | -------- |
| Deportivo Paraguayo | 2 - 3     | Argentino de Rosario     | José María Moraños         | 26 de octubre | 15:00    |
| Yupanqui            | 4 - 3     | Atlas                    | Ciudad Evita               | 26 de octubre | 15:00    |
| Sportivo Barracas   | 1 - 0     | Centro Español           | Tres de Febrero            | 26 de octubre | 15:00    |
| J. J. de Urquiza    | 1 - 0     | Defensores de Cambaceres | Ramón Roque Martín         | 26 de octubre | 15:00    |
| Mercedes            | 2 - 2     | Lugano                   | Liga Mercedina             | 26 de octubre | 15:00    |
| Luján               | 3 - 1     | Victoriano Arenas        | 1.º de Abril               |               |          |
| Muñiz               | 0 - 1     | Juventud Unida           | Ricardo Puga               | 27 de octubre | 15:00    |
| Central Córdoba (R) | 0 - 0     | Puerto Nuevo             | Gabino Sosa                | 27 de octubre | 15:00    |
| El Porvenir         | 1 - 1     | Leandro N. Alem          | Gildo Francisco Ghersinich | 28 de octubre | 15:00    |
| General Lamadrid    | 3 - 1     | Claypole                 | Enrique Sexto              | 28 de octubre | 15:00    |
| Ituzaingó           | 4 - 1     | Central Ballester        | Carlos Sacaan              | 28 de octubre | 15:00    |
| Berazategui         | 0 - 1     | Deportivo Español        | Norberto Tomaghello        | 29 de octubre | 15:00    |
| Libre: Real Pilar   |           |                          |                            |               |          |

| Fecha 20                 | Fecha 20  | Fecha 20            | Fecha 20             | Fecha 20       | Fecha 20 |
| Local                    | Resultado | Visitante           | Estadio              | Fecha          | Hora     |
| ------------------------ | --------- | ------------------- | -------------------- | -------------- | -------- |
| Argentino de Rosario     | 0 - 1     | J. J. de Urquiza    | José Martín Olaeta   | 2 de noviembre | 15:00    |
| Claypole                 | 1 - 0     | Muñiz               | Rodolfo Capocasa     | 2 de noviembre | 15:00    |
| Defensores de Cambaceres | 0 - 2     | Yupanqui            | 12 de Octubre        | 2 de noviembre | 15:00    |
| Atlas                    | 1 - 1     | Berazategui         | Ricardo Puga         | 2 de noviembre | 15:00    |
| Victoriano Arenas        | 0 - 0     | El Porvenir         | Saturnino Moure      | 2 de noviembre | 15:00    |
| Real Pilar               | 0 - 0     | Deportivo Paraguayo | Carlos Barraza       | 2 de noviembre | 16:30    |
| Lugano                   | 4 - 3     | Central Córdoba (R) | José María Moraños   | 3 de noviembre | 15:00    |
| Leandro N. Alem          | 0 - 1     | Ituzaingó           | Leandro N. Alem      | 3 de noviembre | 15:00    |
| Juventud Unida           | 2 - 0     | Mercedes            | Ciudad de San Miguel | 3 de noviembre | 15:00    |
| Deportivo Español        | 5 - 1     | Sportivo Barracas   | Nueva España         | 4 de noviembre | 15:00    |
| Centro Español           | 2 - 1     | Luján               | Carlos Sacaan        | 5 de noviembre | 15:00    |
| Central Ballester        | 3 - 2     | General Lamadrid    | Predio Cacique       | 5 de noviembre | 15:00    |
| Libre: Puerto Nuevo      |           |                     |                      |                |          |

| Fecha 21                   | Fecha 21  | Fecha 21                 | Fecha 21                   | Fecha 21        | Fecha 21 |
| Local                      | Resultado | Visitante                | Estadio                    | Fecha           | Hora     |
| -------------------------- | --------- | ------------------------ | -------------------------- | --------------- | -------- |
| Ituzaingó                  | 0 - 1     | Victoriano Arenas        | Carlos Sacaan              | 9 de noviembre  | 14:00    |
| Yupanqui                   | 0 - 3     | Argentino de Rosario     | Ciudad Evita               | 9 de noviembre  | 15:00    |
| Puerto Nuevo               | 0 - 0     | Lugano                   | Rubén Carlos Vallejos      | 9 de noviembre  | 15:00    |
| Muñiz                      | 2 - 3     | Central Ballester        | Ricardo Puga               | 9 de noviembre  | 15:00    |
| Luján                      | 1 - 2     | Deportivo Español        | 1.º de Abril               | 10 de noviembre | 15:00    |
| General Lamadrid           | 1 - 1     | Leandro N. Alem          | Enrique Sexto              | 10 de noviembre | 15:00    |
| J. J. de Urquiza           | 0 - 0     | Real Pilar               | Ramón Roque Martín         | 10 de noviembre | 15:00    |
| Central Córdoba (R)        | 2 - 0     | Juventud Unida           | Gabino Sosa                | 10 de noviembre | 15:00    |
| El Porvenir                | 0 - 0     | Centro Español           | Gildo Francisco Ghersinich | 10 de noviembre | 15:00    |
| Berazategui                | 1 - 1     | Defensores de Cambaceres | Norman Lee                 | 11 de noviembre | 15:00    |
| Sportivo Barracas          | 0 - 0     | Atlas                    | Tres de Febrero            | 11 de noviembre | 15:00    |
| Mercedes                   | 0 - 1     | Claypole                 | Liga Mercedina             | 11 de noviembre | 18:00    |
| Libre: Deportivo Paraguayo |           |                          |                            |                 |          |

| Fecha 22                 | Fecha 22  | Fecha 22            | Fecha 22             | Fecha 22        | Fecha 22 |
| Local                    | Resultado | Visitante           | Estadio              | Fecha           | Hora     |
| ------------------------ | --------- | ------------------- | -------------------- | --------------- | -------- |
| Deportivo Español        | 0 - 1     | El Porvenir         | Nueva España         | 15 de noviembre | 17:00    |
| Real Pilar               | 2 - 1     | Yupanqui            | Carlos Barraza       | 15 de noviembre | 17:05    |
| Argentino de Rosario     | 1 - 3     | Berazategui         | José Martín Olaeta   | 16 de noviembre | 17:00    |
| Defensores de Cambaceres | 0 - 0     | Sportivo Barracas   | 12 de Octubre        | 16 de noviembre | 17:00    |
| Atlas                    | 0 - 1     | Luján               | Ricardo Puga         | 16 de noviembre | 17:00    |
| Deportivo Paraguayo      | 1 - 0     | J. J. de Urquiza    | José María Moraños   | 16 de noviembre | 17:00    |
| Centro Español           | 0 - 3     | Ituzaingó           | Carlos Sacaan        | 16 de noviembre | 17:00    |
| Central Ballester        | 0 - 0     | Mercedes            | Predio Cacique       | 16 de noviembre | 17:00    |
| Claypole                 | 2 - 0     | Central Córdoba (R) | Rodolfo Capocasa     | 16 de noviembre | 17:00    |
| Victoriano Arenas        | 2 - 2     | General Lamadrid    | Saturnino Moure      | 17 de noviembre | 17:00    |
| Juventud Unida           | 4 - 0     | Puerto Nuevo        | Ciudad de San Miguel | 17 de noviembre | 17:00    |
| Leandro N. Alem          | 3 - 0     | Muñiz               | Leandro N. Alem      | 17 de noviembre | 17:00    |
| Libre: Lugano            |           |                     |                      |                 |          |

| Fecha 23                | Fecha 23  | Fecha 23                 | Fecha 23                   | Fecha 23        | Fecha 23 |
| Local                   | Resultado | Visitante                | Estadio                    | Fecha           | Hora     |
| ----------------------- | --------- | ------------------------ | -------------------------- | --------------- | -------- |
| Yupanqui                | 0 - 4     | Deportivo Paraguayo      | Ciudad Evita               | 20 de noviembre | 17:00    |
| Puerto Nuevo            | 1 - 0     | Claypole                 | Rubén Carlos Vallejos      | 20 de noviembre | 17:00    |
| Mercedes                | 0 - 1     | Leandro N. Alem          | Liga Mercedina             | 20 de noviembre | 17:00    |
| Muñiz                   | 2 - 2     | Victoriano Arenas        | Ricardo Puga               | 20 de noviembre | 17:00    |
| Lugano                  | 2 - 0     | Juventud Unida           | José María Moraños         | 20 de noviembre | 17:00    |
| El Porvenir             | 2 - 2     | Atlas                    | Gildo Francisco Ghersinich | 20 de noviembre | 17:00    |
| Luján                   | 0 - 0     | Defensores de Cambaceres | 1.º de Abril               | 20 de noviembre | 17:00    |
| Sportivo Barracas       | 0 - 0     | Argentino de Rosario     | Nuevo Francisco Urbano     | 20 de noviembre | 17:00    |
| Berazategui             | 2 - 3     | Real Pilar               | Norman Lee                 | 20 de noviembre | 17:05    |
| Ituzaingó               | 1 - 1     | Deportivo Español        | Carlos Sacaan              | 20 de noviembre | 19:00    |
| Central Córdoba (R)     | 3 - 1     | Central Ballester        | Gabino Sosa                | 20 de noviembre | 19:00    |
| General Lamadrid        | 1 - 3     | Centro Español           | Enrique Sexto              | 21 de noviembre | 17:00    |
| Libre: J. J. de Urquiza |           |                          |                            |                 |          |

| Fecha 24                 | Fecha 24  | Fecha 24            | Fecha 24           | Fecha 24        | Fecha 24 |
| Local                    | Resultado | Visitante           | Estadio            | Fecha           | Hora     |
| ------------------------ | --------- | ------------------- | ------------------ | --------------- | -------- |
| Claypole                 | 0 - 1     | Lugano              | Rodolfo Capocasa   | 24 de noviembre | 17:00    |
| Deportivo Paraguayo      | 1 - 2     | Berazategui         | José María Moraños | 24 de noviembre | 17:00    |
| Argentino de Rosario     | 1 - 2     | Luján               | José Martín Olaeta | 24 de noviembre | 17:00    |
| J. J. de Urquiza         | 2 - 0     | Yupanqui            | Ramón Roque Martín | 24 de noviembre | 17:00    |
| Victoriano Arenas        | 2 - 1     | Mercedes            | Saturnino Moure    | 24 de noviembre | 17:00    |
| Leandro N. Alem          | 2 - 0     | Central Córdoba (R) | Leandro N. Alem    | 24 de noviembre | 17:00    |
| Central Ballester        | 0 - 2     | Puerto Nuevo        | Predio Cacique     | 24 de noviembre | 17:00    |
| Centro Español           | 4 - 1     | Muñiz               | Carlos Sacaan      | 25 de noviembre | 17:00    |
| Deportivo Español        | 2 - 0     | General Lamadrid    | Nueva España       | 25 de noviembre | 17:00    |
| Defensores de Cambaceres | 0 - 1     | El Porvenir         | 12 de Octubre      | 25 de noviembre | 17:00    |
| Atlas                    | 0 - 2     | Ituzaingó           | Ricardo Puga       | 25 de noviembre | 17:00    |
| Real Pilar               | 3 - 0     | Sportivo Barracas   | Carlos Barraza     | 25 de noviembre | 17:05    |
| Libre: Juventud Unida    |           |                     |                    |                 |          |

| Fecha 25            | Fecha 25  | Fecha 25                 | Fecha 25                   | Fecha 25        | Fecha 25 |
| Local               | Resultado | Visitante                | Estadio                    | Fecha           | Hora     |
| ------------------- | --------- | ------------------------ | -------------------------- | --------------- | -------- |
| General Lamadrid    | 4 - 0     | Atlas                    | Enrique Sexto              | 29 de noviembre | 17:00    |
| Ituzaingó           | 2 - 0     | Defensores de Cambaceres | Carlos Sacaan              | 29 de noviembre | 19:00    |
| Mercedes            | 1 - 0     | Centro Español           | Liga Mercedina             | 29 de noviembre | 19:00    |
| Lugano              | 1 - 0     | Central Ballester        | José María Moraños         | 30 de noviembre | 17:00    |
| Luján               | 0 - 4     | Real Pilar               | 1.º de Abril               | 30 de noviembre | 17:00    |
| Puerto Nuevo        | 0 - 3     | Leandro N. Alem          | Rubén Carlos Vallejos      | 30 de noviembre | 17:00    |
| Berazategui         | 2 - 0     | J. J. de Urquiza         | Norman Lee                 | 1 de diciembre  | 17:00    |
| Central Córdoba (R) | 2 - 1     | Victoriano Arenas        | Gabino Sosa                | 1 de diciembre  | 17:00    |
| Juventud Unida      | 0 - 4     | Claypole                 | Ciudad de San Miguel       | 1 de diciembre  | 17:00    |
| El Porvenir         | 0 - 1     | Argentino de Rosario     | Gildo Francisco Ghersinich | 1 de diciembre  | 17:00    |
| Sportivo Barracas   | 5 - 2     | Deportivo Paraguayo      | Nuevo Francisco Urbano     | 2 de diciembre  | 17:00    |
| Muñiz               | 0 - 3     | Deportivo Español        | Ricardo Puga               | 2 de diciembre  | 17:00    |
| Libre: Yupanqui     |           |                          |                            |                 |          |

| 1. 2. 3. 4. |

## Final
Se disputó a doble partido entre los ganadores de los torneos Apertura y Clausura. El que obtuvo mejor ubicación en la tabla general de posiciones fue local en el segundo enfrentamiento. El vencedor se consagró campeón y logró el único ascenso a la Primera B.

#### Partidos
| 7 de diciembre, 17:05 | Real Pilar                    | 2:0 (0:0) | General Lamadrid | Estadio Carlos Barraza, Pilar    |                                  |
|                       | Crocco 62' · E. Rodríguez 75' | Reporte   |                  | Árbitro(s): Alejandro Porticella | Árbitro(s): Alejandro Porticella |

| 14 de diciembre, 14:00 | General Lamadrid | 0:2 (0:1) (Global 0:4) | Real Pilar                    | Estadio Enrique Sexto, Buenos Aires |                              |
|                        |                  | Reporte                | E. Rodríguez 2' · Leguiza 83' | Árbitro(s): Guido Mascheroni        | Árbitro(s): Guido Mascheroni |

## Tabla general de posiciones
| Pos. | Equipo                   | Pts. | PJ | PG | PE | PP | GF | GC | Dif. |
| ---- | ------------------------ | ---- | -- | -- | -- | -- | -- | -- | ---- |
| 1.º  | General Lamadrid         | 93   | 48 | 27 | 12 | 9  | 81 | 39 | 42   |
| 2.º  | Berazategui              | 92   | 48 | 27 | 11 | 10 | 76 | 47 | 29   |
| 3.º  | Real Pilar               | 89   | 48 | 23 | 20 | 5  | 72 | 34 | 38   |
| 4.º  | Deportivo Español        | 85   | 48 | 22 | 19 | 7  | 61 | 34 | 27   |
| 5.º  | Central Córdoba (R)      | 78   | 48 | 21 | 15 | 12 | 59 | 45 | 14   |
| 6.º  | J. J. de Urquiza         | 76   | 48 | 22 | 10 | 16 | 58 | 40 | 18   |
| 7.º  | Ituzaingó                | 73   | 48 | 18 | 19 | 11 | 50 | 33 | 17   |
| 8.º  | Claypole                 | 72   | 48 | 20 | 12 | 16 | 63 | 48 | 15   |
| 9.º  | Leandro N. Alem          | 70   | 48 | 17 | 19 | 12 | 56 | 45 | 11   |
| 10.º | Luján                    | 70   | 48 | 20 | 10 | 18 | 54 | 55 | −1   |
| 11.º | Argentino de Rosario     | 66   | 48 | 17 | 15 | 16 | 66 | 51 | 15   |
| 12.º | Muñiz                    | 65   | 48 | 19 | 8  | 21 | 61 | 71 | −10  |
| 13.º | Centro Español           | 64   | 48 | 19 | 7  | 22 | 56 | 53 | 3    |
| 14.º | Atlas                    | 63   | 48 | 17 | 12 | 19 | 59 | 64 | −5   |
| 15.º | Central Ballester        | 61   | 48 | 15 | 16 | 17 | 42 | 55 | −13  |
| 16.º | El Porvenir              | 58   | 48 | 14 | 16 | 18 | 40 | 45 | −5   |
| 17.º | Victoriano Arenas        | 58   | 48 | 13 | 19 | 16 | 41 | 48 | −7   |
| 18.º | Puerto Nuevo             | 55   | 48 | 12 | 19 | 17 | 47 | 58 | −11  |
| 19.º | Defensores de Cambaceres | 55   | 48 | 11 | 22 | 15 | 32 | 43 | −11  |
| 20.º | Sportivo Barracas        | 55   | 48 | 14 | 13 | 21 | 43 | 64 | −21  |
| 21.º | Yupanqui                 | 54   | 48 | 14 | 12 | 22 | 42 | 63 | −21  |
| 22.º | Juventud Unida           | 46   | 48 | 11 | 13 | 24 | 36 | 62 | −26  |
| 23.º | Mercedes                 | 46   | 48 | 10 | 16 | 22 | 31 | 57 | −26  |
| 24.º | Lugano                   | 41   | 48 | 9  | 14 | 25 | 39 | 75 | −36  |
| 25.º | Deportivo Paraguayo      | 34   | 48 | 7  | 13 | 28 | 31 | 66 | −35  |

|  | Clasificaron a la Copa Argentina 2025. |

## Goleadores
| Jugador             | Equipo              | Goles |
| ------------------- | ------------------- | ----- |
| Claudio Campostrini | General Lamadrid    | 22    |
| Leonel Llodrá       | Claypole            | 21    |
| Agustín Principe    | Central Córdoba (R) | 20    |
| Matías Flores       | Berazategui         | 18    |
| Fernando Maldonado  | Leandro N. Alem     | 18    |